# Toei Animation
Toei Animation Co., Ltd. (東映アニメーション株式会社, Tōei Animēshon kabushiki gaisha) est un studio de production de films et séries d'animation japonais fondé le 23 janvier 1948 sous le nom de Nihon Doga (日本動画). C'est une filiale de la société cinématographique japonaise Toei depuis juillet 1956, sous le nom Toei Doga (東映動画) au Japon et Toei Animation à l'international.
La première production de Toei Animation est le film Le Serpent blanc (1958). Depuis, le studio a produit de nombreux films et séries dont plusieurs adaptations des travaux de Gō Nagai (Goldorak, Mazinger), Leiji Matsumoto (Albator, Galaxy Express 999), Masami Kurumada (Saint Seiya, Ring ni kakero), Akira Toriyama (Docteur Slump, Dragon Ball), Naoko Takeuchi (Sailor Moon) et Eiichirō Oda (One Piece).
La mascotte du studio est le chat Pero, personnage principal du film Le Chat botté (1969).

## Histoire

### Débuts du studio
Les origines de la Toei Animation remontent juste après la fin de la Seconde Guerre mondiale, Sanae Yamamoto parvient à rassembler une centaine de personnes à travers la région du Kantō dont Kenzō Masaoka, Yasuji Murata et Hideo Furusawa (futur cofondateur de Doga Kobo) pour créer la Shin Nihon Dōga-sha (新日本動画社),. Le studio est restructuré en 1946 avec son renommage en Nihon Manga Eiga-sha (日本漫画映画社) ainsi que Murata qui est placé à la direction et Yamamoto devenant le directeur de la planification,. Le studio achève Sakura (桜), réalisé par Masaoka et produit par Yamamoto, mais ne parvient pas à le faire publier, c'est ainsi qu'en août 1947, Yamamoto finit par quitter la société avec Masaoka,.
Yamamoto et Masaoka refondent alors un nouveau studio nommé Nihon Dōga (日本動画) le 23 janvier 1948 dans le quartier de Shinjuku à Tokyo,. Ils utilisent à ce moment-là une partie des classes vides du lycée Seijō (ja) comme locaux. Pendant cette période, l'animation japonaise nationale reste confidentielle alors que les productions de Disney affluent dans les salles de cinéma nippones. En août 1952, Nihon Dōga change de nom et devient Nichidō Eiga (日動映画). Afin de concurrencer Disney sur le marché national de l'animation, Toei rachète en juillet 1956 Nichidō Eiga et renomme le studio Tōei Dōga (東映動画). Le studio sort sa première production en mai 1957 : Koneko no rakugaki (ja) (こねこのらくがき, litt. Graffitis d'un chaton), un court métrage de 13 minutes réalisé par Yasuji Mori et Taiji Yabushita. Ce dernier réalisera avec Kazuhiko Okabe Le Serpent blanc, premier long métrage de Tōei Dōga sorti en octobre 1958. Véritable succès et premier long métrage d'animation japonais en couleur, il sera également diffusé aux États-Unis en juillet 1961.
À la fin des années 1950 et durant les années 1960, Tōei Dōga s'inspire fortement du modèle Disney en produisant en moyenne un long métrage pour enfants par an, souvent adapté de contes et légendes japonaises. Ces films sont d'ailleurs diffusés aux États-Unis mais y connaissent un succès mitigé, si bien que la Toei cesse ces exportations avec Wanpaku ōji no orochi taiji en 1963. À partir de cette même année, le studio produit également des séries animées pour la télévision. Tout d'abord en noir et blanc, ces séries passent à la couleur à partir d'avril 1967 (18e épisode de Sally la petite sorcière). Au milieu des années 1960, le studio est secoué par plusieurs grèves des animateurs qui se plaignent des conditions de travail et des salaires. Parmi les grévistes, on peut noter Hayao Miyazaki, alors simple intervalliste et Isao Takahata. C'est également à cette période que Toei se livre à une concurrence virulente avec le studio Mushi Production d'Osamu Tezuka qui durera jusqu'à la faillite de Mushi au début des années 1970.

### Années 1970
Au début des années 1970, Toei commence à réduire sa production de longs métrages et se focalise davantage sur la production de séries télévisées qui, grâce à la diffusion massive de téléviseurs dans les ménages japonais, permet de toucher un large public. Le studio adapte alors en série de plus en plus de mangas à succès prépubliés dans des magazines tels que le Shōnen Magazine et surtout le Shōnen Jump. Parmi les mangas adaptés, on notera ceux de Gō Nagai auteur notamment de Mazinger Z et surtout de UFO Robot Grandizer qui connaîtra un grand succès en France sous le nom de Goldorak. Comme Goldorak, un grand nombre des séries produites durant cette période par Toei Animation sera diffusé en Occident. En France, des séries du studio sont diffusées notamment à la fin des années 1970, séries comme Goldorak, Candy, Albator, le corsaire de l'espace, Capitaine Flam, par le biais d'IDDH, société de Bruno-René Huchez.

### Années 1980 et 1990
Tout au long des années 1980, Toei garde sa politique axée sur la production massive de séries. Les films originaux se font de plus en plus rares et sont supplantés à partir du milieu des années 1980 par les adaptations cinématographiques des séries à succès du studio. Après Gō Nagai et Leiji Matsumoto, c'est Akira Toriyama qui voit ses mangas intensivement adaptés par Toei Animation. Après Docteur Slump, diffusé pendant cinq ans et adapté en plusieurs films, c'est au tour de Dragon Ball d'être adapté à la télévision par le studio. Commencé en 1986, Super Mario Bros. : Peach-Hime Kyushutsu Dai Sakusen! sortie le 20 juillet, Dragon Ball et ses suites seront diffusés jusqu'en 1997 et connaîtront un succès sans précédent au Japon et dans le monde entier.
L'émission Club Dorothée diffuse de nombreuses séries du studio à la fin des années 1980 ainsi qu'au début des années 1990, ce qui participe à la popularisation de l'univers manga en France. En plus de Dragon Ball et ses séquelles, on notera la diffusion de Dr Slump, Muscleman, Les Chevaliers du Zodiaque, Sailor Moon, Fly ainsi que le controversé Ken le Survivant mais également des séries plus anciennes comme Cherry Miel.

### Depuis la fin des années 1990
La fin des années 1990 est une période de difficultés pour le studio qui peine à trouver de nouveaux titres porteurs. La série Yu-Gi-Oh! est un échec et seul Jigoku Sensei Nube et Les Enquêtes de Kindaichi connaissent un succès relatif. En revanche, en 1999, le studio renoue avec le succès avec le lancement de productions telles One Piece, Digimon ou encore Ojamajo Doremi.
En octobre 1998, Tōei Dōga change de nom et devient Toei Animation (東映アニメーション, Tōei Animēshon).
En 2003, un musée est ouvert dans les studios. À l'intérieur, on retrouve de nombreuses affiches promotionnelles de films et des séries, des celluloïds et des planches originales.

### Filiales
- TAVAC (ja) (タバック?, abréviation de « Toei Audio Visual Art Center ») est la branche audio de la société. Il s'agit d'un complexe d'enregistrement de Toei spécialisé dans les effets sonores, vidéo et audio japonais et le doublage japonais. Établie en février 1973[13].
- Toei Animation Music Publishing (東映アニメーション音楽出版?) est la branche de la société liée à la production musicale et la gestion des droits[14].
- Toei Animation Phils., Inc. (ja) (TAP) est la filiale située aux Philippines qui fournit une assistance dans la production d'animations pour la majorité des créations de la maison mère japonaise[15].
- Toei Animation Enterprises Limited (TAE) est établie à Hong Kong en tant que coentreprise avec Animation International Limited en 1997 pour la gestion des licences en Asie ; c'est une filiale en propriété exclusive depuis 2009[16].
- Toei Animation Inc. (en) (TAI) est la branche américaine de Toei située à Los Angeles ; elle responsable de l'octroi de licences de programmes pour les séries produites par Toei aux Amériques, en Afrique du Sud, en Australie et en Nouvelle-Zélande[17].
- Toei Animation Europe SAS (TAEU) est la branche française de Toei située à Paris ; elle est impliquée dans la production, la commercialisation et l'octroi de licences de produits d'animation pour la région EMEA et la Russie.
- Toei Animation Shanghai Co., Ltd.（TAS) est la branche chinoise créée en 2017.

## Principaux actionnaires
|                                     | %    |
| ----------------------------------- | ---- |
| Toei Company (holding)              | 40,2 |
| TV Asahi Holdings Corporation       | 19,6 |
| Bandai Namco Holdings               | 10,8 |
| Fuji Media Holdings (ja)            | 10,1 |
| Sony Corporation                    | 1,86 |
| Sony Corp. Pension Fund             | 1,86 |
| Toei Animation (autocontrôle)       | 1,76 |
| RMB Capital Management              | 0,96 |
| AllianceBernstein                   | 0,58 |
| Sumitomo Mitsui DS Asset Management | 0,60 |

## Toei Manga Matsuri
Les Toei Manga Matsuri (ja) (東映まんがまつり) sont des évènements organisés à chaque vacances de printemps et d'été à travers le Japon par la Toei Company au cours desquels des films destinés aux enfants y sont projetés. Lancé en 1967, le festival change de nom pour « Toei Anime Fair » (ja) (ja) (東映アニメフェア, Tōei Anime Fea) en juillet 1990. Plusieurs titres phares de la Toei Animation sont présentés, et a notamment lancé les films de Dragon Ball, Saint Seiya ou Digimon . Toutefois, l'édition de l'été de 2002 est un véritable échec commercial, ne rapportant que 800 millions de yens contre les 2 milliards de l'année précédénte ; un coup dur qui a entrainé la fin des Toei Anime Fair, bouleversant le rythme de production des films d'animation de la maison de production.
En décembre 2018, Toei annonce qu'elle relance la Toei Manga Matsuri avec une nouvelle édition annuelle en avril 2019.

## Productions

### Séries télévisées
Série en cours de diffusion.
| Années 1960 | Années 1960                          | Années 1960                         | Années 1960 | Années 1960 |
| Année       | Titre                                | Date de 1re diffusion               | Nb. éps.    | Notes |
| ----------- | ------------------------------------ | ----------------------------------- | ----------- | --- |
| 1963        | Ken, l'enfant-loup                   | 25 novembre 1963 - 16 août 1965     | 86          | Première production du studio pour la télévision. |
| 1964        | Shōnen ninja Kaze no Fujimaru (ja)   | 7 juin 1964 - 31 août 1965          | 65          | Basée sur les mangas de Sanpei Shirato ; la série a été renommée Kaze no Fujimaru afin de l'associer à son sponsor, Fujisawa Pharmaceuticals (aujourd'hui Astellas Pharma). |
| 1965        | Uchū Patrol Hopper (ja)              | 1er février 1965 - 29 novembre 1965 | 44          | |
| 1965        | Hustle Punch                         | 11 janvier 1965 - 25 avril 1966     | 26          | Basée sur une ébauche originale de Yasuji Mori. |
| 1966        | Robin, brigade de l'arc-en-ciel (ja) | 23 avril 1966 - 24 mars 1967        | 48          | Basée sur une ébauche originale de Studio Zero. |
| 1966        | Kaizoku ōji (ja)                     | 2 mai 1966 - 28 novembre 1966       | 31          | Basée sur une ébauche originale de Shōtarō Ishinomori. |
| 1966        | Minifée                              | 5 décembre 1966 - 30 décembre 1968  | 109         | Basée sur le manga Mahō tsukai Sally de Mitsuteru Yokoyama ; les 17 premiers épisodes ont été produits en noir et blanc tandis que le reste de la série (épisodes 18 à 109) est en couleur, ce qui en fait l'une des premières séries d'animation japonaises en couleur. Également première série des magical girl de Toei (ja). |
| 1967        | Hana no Pyunpyunmaru (ja)            | 3 juillet 1967 - 18 septembre 1967  | 26          | Basée sur le manga Ninja awate maru de Jirō Tsunoda (ja). |
| 1967        | The King Kong Show                   | 5 avril 1967 - 4 octobre 1967       | 52          | Basée sur le personnage de King Kong ; coproduite avec la société de production américaine Videocraft. |
| 1967        | Tom of T.H.U.M.B. (ja)               | 5 avril 1967 - 20 septembre 1967    | 24          | Coproduite avec la société de production américaine Videocraft. |
| 1968        | Gegege no Kitarō                     | 3 janvier 1968 - 30 mars 1969       | 65          | Basée sur le manga de Shigeru Mizuki. |
| 1968        | Cyborg 009                           | 5 avril 1968 - 27 septembre 1968    | 26          | Basée sur le manga de Shōtarō Ishinomori. |
| 1968        | Akane-chan (ja)                      | 6 avril 1968 - 29 septembre 1968    | 26          | Basée sur le manga de Tetsuya Chiba. |
| 1968        | Sabu to Ichi torimono hikae          | 3 octobre 1968 - 24 septembre 1969  | 52          | Basée sur le manga de Shōtarō Ishinomori ; coproduite avec Studio Zero et Mushi Production. |
| 1969        | Himitsu no Akko-chan                 | 6 janvier 1969 - 26 octobre 1970    | 52          | Basée sur le manga de Fujio Akatsuka ; deuxième série des magical girl de Toei (ja). |
| 1969        | Tiger Mask                           | 10 février 1969 - 30 septembre 1971 | 105         | Basée sur le manga écrit par Ikki Kajiwara et dessiné par Naoki Tsuji. |
| 1969        | Mōretsu Atarō (ja)                   | 4 avril 1969 - 25 décembre 1970     | 90          | Basée sur le manga de Fujio Akatsuka. |
| 1969        | The Smokey Bear Show (en)            | 1969 - 1970                         | NC          | Basée sur la mascotte Smokey Bear ; coproduite avec la société de production américaine Rankin/Bass. |

| Années 1970 | Années 1970                           | Années 1970                          | Années 1970 | Années 1970 |
| Année       | Titre                                 | Date de 1re diffusion                | Nb. éps.    | Notes |
| ----------- | ------------------------------------- | ------------------------------------ | ----------- | --- |
| 1970        | Kick no Oni (ja)                      | 2 octobre 1970 - 26 mars 1971        | 26          | Basée sur le manga écrit par Ikki Kajiwara et dessiné par Kentarō Nakajō.                                                       |
| 1970        | Makko                                 | 2 novembre 1970 - 9 septembre 1971   | 48          | Troisième série des magical girl de Toei (ja).                                                                                  |
| 1971        | Sarutobi Ecchan (ja)                  | 10 avril 1971 - 27 mars 1972         | 26          | Basée sur le manga de Shōtarō Ishinomori ; quatrième série des magical girl de Toei (ja).                                       |
| 1971        | Apache Yakyūgun (ja)                  | 6 octobre 1971 - 29 mars 1972        | 26          | Basée sur le manga écrit par Kobako Hanato et dessiné par Sachio Umemoto.                                                       |
| 1971        | Gegege no Kitarō                      | 7 octobre 1971 - 28 septembre 1972   | 45          | Deuxième série basée sur le manga de Shigeru Mizuki.                                                                            |
| 1971        | Nolan, Enfant des cavernes (ja)       | 30 octobre 1971 - 25 mars 1972       | 22          | Basée sur le manga Genshi shōnen Ryū de Shōtarō Ishinomori.                                                                     |
| 1972        | Chappy la Magicienne (ja)             | 3 avril 1972 - 25 décembre 1972      | 39          | Cinquième série des magical girl de Toei (ja).                                                                                  |
| 1972        | Devilman                              | 8 juillet 1972 - 7 avril 1973        | 39          | Basée sur le manga de Gō Nagai.                                                                                                 |
| 1972        | Mazinger Z                            | 3 décembre 1972 - 1er septembre 1974 | 92          | Basée sur le manga de Gō Nagai.                                                                                                 |
| 1973        | Babel II                              | 1er janvier 1973 - 24 septembre 1973 | 39          | Basée sur le manga de Mitsuteru Yokoyama.                                                                                       |
| 1973        | Microid S (ja)                        | 7 avril 1973 - 6 octobre 1973        | 26          | Basée sur un scénario original d'Osamu Tezuka.                                                                                  |
| 1973        | Miracle shōjo Limit-chan (ja)         | 1er octobre 1973 - 25 mars 1974      | 25          | Basée sur une ébauche originale de Shinji Nagashima ; sixième série des magical girl de Toei (ja).                              |
| 1973        | Dororon Enma-kun (ja)                 | 4 octobre 1973 - 28 mars 1974        | 25          | Basée sur le manga de Gō Nagai.                                                                                                 |
| 1973        | Cherry Miel                           | 13 octobre 1973 - 30 mars 1974       | 25          | Basée sur le manga Cutey Honey de Gō Nagai.                                                                                     |
| 1974        | Megu la petite sorcière (ja)          | 1er avril 1974 - 29 septembre 1975   | 72          | Basée Majokko Megu-chan ; septième série des magical girl de Toei (ja).                                                         |
| 1974        | Getter Robo                           | 4 avril 1974 - 8 mai 1975            | 51          | Basée sur le manga Getter Robot de Gō Nagai et de Ken Ishikawa.                                                                 |
| 1974        | Great Mazinger                        | 8 septembre 1974 - 28 septembre 1975 | 56          | Suite directe de Mazinger Z. |
| 1974        | Calimero                              | 15 octobre 1974 - 30 septembre 1975  | 47          | Basée sur le personnage créé par les frères Nino et Toni Pagot et Ignazio Colnaghi pour le studio italien Organizzazione Pagot. |
| 1975        | Shōnen Tokugawa Ieyasu (ja)           | 9 avril 1975 - 17 septembre 1975     | 20          | Basée sur le roman Tokugawa Ieyasu (ja) de Sōhachi Yamaoka (ja).                                                                |
| 1975        | Getter Robo G (ja)                    | 15 mai 1975 - 25 mars 1976           | 39          | Suite directe de Getter Robo.                                                                                                   |
| 1975        | Kotetsu Zieg (ja)                     | 5 octobre 1975 - 29 août 1976        | 46          | Basée sur une ébauche originale de Gō Nagai et Tatsuya Yasuda.                                                                  |
| 1975        | Goldorak                              | 5 octobre 1975 - 27 février 1977     | 74          | Basée sur une ébauche originale de Gō Nagai ; aussi connue sous le nom de UFO Robot Grandizer.                                  |
| 1975        | Ikkyū-san (ja)                        | 15 octobre 1975 - 28 juin 1982       | 296         | Basée sur le récit pour enfant du moine zen Ikkyū Sōjun.                                                                        |
| 1976        | Daikyu Maryū Gaiking (ja)             | 1er avril 1976 - 27 janvier 1977     | 44          | Basée sur une ébauche originale de Kunio Nakatani, Akio Sugino et Mayumi Kobayashi.                                             |
| 1976        | Machine Hayabusa (ja)                 | 2 avril 1976 - 17 septembre 1976     | 21          | Basée sur une ébauche originale de Mikiya Mochizuki (ja) et Dynamic Planning.                                                   |
| 1976        | Magne Robo Gakeen (ja)                | 5 septembre 1976 - 26 juin 1977      | 39          | Deuxième série des Magne Robo (ja) après Kotetsu Zieg.                                                                          |
| 1976        | Candy                                 | 1er octobre 1976 - 2 février 1979    | 115         | Basée sur le manga Candy♥Candy écrit par Kyōko Mizuki et dessiné par Yumiko Igarashi.                                           |
| 1977        | Jetter Mars                           | 3 février 1977 - 15 septembre 1977   | 27          | Basée sur un scénario d'Osamu Tezuka ; coproduite avec Madhouse.                                                                |
| 1977        | Wakusei Robo Dangard A (ja)           | 6 mars 1977 - 26 mars 1978           | 56          | Basée sur une ébauche originale de Leiji Matsumoto.                                                                             |
| 1977        | Chōjin sentai Baratack (ja)           | 3 juillet 1977 - 26 mars 1978        | 31          | Troisième série des Magne Robo (ja).                                                                                            |
| 1977        | Arrow Emblem: Grand Prix no Taka (ja) | 22 septembre 1977 - 31 août 1978     | 44          | Basée sur une ébauche originale de Kōgo Hotomi (ja).                                                                            |
| 1977        | Tobidase! Machine Hiryū (ja)          | 5 octobre 1977 - 29 mars 1978        | 21          | Basée sur une ébauche originale de Jinzō Toriumi (ja) ; coproduite avec Tatsunoko Production.                                   |
| 1978        | Albator, le corsaire de l'espace      | 1970 - 1970                          | 42          | Basée sur le manga Capitaine Albator de Leiji Matsumoto.                                                                        |
| 1978        | SF Saiyūki Starzinger (ja)            | 2 avril 1978 - 26 août 1979          | 73          | Basée sur le roman SF Saiyūki d'Eisuke Ishikawa.                                                                                |
| 1978        | Galaxy Express 999                    | 14 septembre 1978 - 26 mars 1981     | 113         | Basée sur le manga homonyme de Leiji Matsumoto.                                                                                 |
| 1978        | Capitaine Flam                        | 7 novembre 1978 - 18 décembre 1979   | 52          | Basée sur la série de romans et nouvelles de science-fiction Capitaine Futur écrite par Edmond Hamilton.                        |
| 1979        | Le Tour du Monde de Lydie (ja)        | 9 février 1979 - 8 février 1980      | 50          | Basée sur une ébauche originale de Shirô Jinbo. Série fait partie des magical girl de Toei (ja).                                |
| 1979        | King Arthur                           | 9 septembre 1979 - 21 septembre 1980 | 52          | Basée sur les récits de Thomas Malory sur la légende arthurienne et adaptés par Satomi Mikuriya.                                |

| Années 1980 | Années 1980                          | Années 1980                          | Années 1980 | Années 1980 |
| Année       | Titre                                | Date de 1re diffusion                | Nb. éps.    | Notes |
| ----------- | ------------------------------------ | ------------------------------------ | ----------- | --- |
| 1980        | Le Monde Enchanté de Lalabel (ja)    | 15 février 1980 - 27 février 1981    | 49          | Basée sur une ébauche originale de Eiko Fujiwara. Série fait partie des magical girl de Toei (ja).                                         |
| 1980        | Genki, le champion de boxe (ja)      | 16 juillet 1980 - 1er avril 1981     | 35          | Basée sur le manga Ganbare Genki de Yū Koyama.                                                                                             |
| 1981        | Sandy Jonquille                      | 6 mars 1981 - 26 février 1982        | 47          | Basée sur une ébauche originale de Shirō Jinbo.                                                                                            |
| 1981        | Mechakko Dotakon (ja)                | 4 avril 1981 - 10 octobre 1981       | 28          | Produite pour Kokusai Eiga-sha (ja). |
| 1981        | Les Quatre Filles du docteur March   | 7 avril 1981 - 29 septembre 1981     | 26          | Basée sur la série de romans Les Quatre Filles du docteur March de Louisa May Alcott ; produite pour Kokusai Eiga-sha.                     |
| 1981        | Dr Slump                             | 8 avril 1981 - 19 février 1986       | 243         | Basée sur le manga Dr Slump d'Akira Toriyama.                                                                                              |
| 1981        | La Reine du fond des temps           | 16 avril 1981 - 25 mars 1982         | 42          | Basée sur le manga Shin Taketori Monogatari: Sennen Joō de Leiji Matsumoto.                                                                |
| 1981        | Tiger Mask II (ja)                   | 20 avril 1981 - 18 janvier 1982      | 33          | Basée sur le manga écrit par Ikki Kajiwara et dessiné par Junichi Miyata faisant suite au premier Tiger Mask.                              |
| 1981        | Ginga senpū Braiger (ja)             | 6 octobre 1981 - 29 juin 1982        | 39          | Première série de la trilogie des J9 (ja) produite pour Kokusai Eiga-sha.                                                                  |
| 1981        | Les Aventures de Pollen (ja)         | 17 octobre 1981 - 1er mai 1982       | 39          | Basée sur le manga de Honey Honey no sutekina bōken de Hideko Mizuno ; produite pour Kokusai Eiga-sha.                                     |
| 1982        | Asari-chan (ja)                      | 25 janvier 1982 - 28 février 1983    | 54          | Basée sur le manga de Mayumi Muroyama. |
| 1982        | Kikō Kantai Dairugger XV (ja)        | 3 mars 1982 - 23 mars 1983           | 56          | Basée sur une ébauche originale de « Saburō Yatsude ».                                                                                     |
| 1982        | Patalliro!                           | 8 avril 1982 - 13 mai 1983           | 49          | Basée sur le manga de Mineo Maya. |
| 1982        | L'Empire des Cinq                    | 5 mai 1982 - 24 décembre 1982        | 24          | Basée sur une ébauche originale de Yū Yamamoto ; reprise au milieu de la production pour Kokusai Eiga-sha.                                 |
| 1982        | Mes tendres années (ja)              | 5 juillet 1982 - 27 août 1984        | 95          | Basée sur le manga The Kabocha Wine de Mitsuru Miura.                                                                                      |
| 1982        | Ginga reppū Baxingar (ja)            | 6 juillet 1982 - 29 mars 1983        | 39          | Deuxième série de la trilogie des J9 (ja) produite pour Kokusai Eiga-sha.                                                                  |
| 1982        | Albator 84                           | 13 octobre 1982 - 30 mars 1983       | 22          | Basée sur une ébauche originale de Leiji Matsumoto.                                                                                        |
| 1983        | Embrasse-moi Lucile                  | 1er mars 1983 - 24 janvier 1984      | 42          | Basée sur le manga Aishite Knight de Kaoru Tada..                                                                                          |
| 1983        | Kōsoku denjin Albegus (ja)           | 30 mars 1983 - 8 février 1984        | 45          | Basée sur une ébauche originale de « Saburō Yatsude ».                                                                                     |
| 1983        | Muscleman                            | 3 avril 1983 - 1er octobre 1986      | 137         | Basée sur le manga du duo Yudetamago (ja).                                                                                                 |
| 1983        | Stop !! Hibari-kun !                 | 20 mai 1983 - 27 janvier 1984        | 35          | Basée sur le manga de Hisashi Eguchi. |
| 1983        | Bemubemu Hunter Kotengu Tenmaru (ja) | 26 mai 1983 - 27 octobre 1983        | 19          | Basée sur le manga de Kabutomushitarō. |
| 1984        | Wingman                              | 7 février 1984 - 26 février 1985     | 47          | Basée sur le manga de Masakazu Katsura. |
| 1984        | Crocus                               | 3 mars 1984 - 3 mars 1985            | 50          | Basé sur le manga de Rie Takahata. |
| 1984        | Video Senshi Lezarion (ja)           | 4 mars 1984 - 3 février 1985         | 45          | Basée sur une ébauche originale de « Saburō Yatsude ».                                                                                     |
| 1984        | Gu-Gu Ganmo (ja)                     | 18 mars 1984 - 17 mars 1985          | 50          | Basée sur le manga de Fujihiko Hosono. |
| 1984        | Transformers                         | 17 septembre 1984 - 25 février 1987  | 95          | Basée sur la franchise Transformers ; production des trois saisons pour les sociétés américaines Sunbow Productions et Marvel Productions. |
| 1984        | Ken le Survivant                     | 11 octobre 1984 - 18 février 1988    | 152         | Basée sur le manga écrit par Buronson et dessiné par Tetsuo Hara.                                                                          |
| 1985        | Vas-y Julie !                        | 10 mars 1985 - 12 janvier 1986       | 45          | Basée sur le manga de Yasuichi Oshima. |
| 1985        | Konpora Kid (ja)                     | 3 juin 1985 - 23 décembre 1985       | 27          | Basée sur le manga de Masahide Motohashi.                                                                                                  |
| 1985        | G.I. Joe : Héros sans frontières     | 12 septembre 1983 - 20 novembre 1986 | 96          | Basée sur la franchise G.I. Joe ; produite pour les sociétés américaines Sunbow Productions et Marvel Productions.                         |
| 1985        | Gegege no Kitarō                     | 12 octobre 1985 - 21 mars 1988       | 115         | Troisième série basée sur le manga de Shigeru Mizuki.                                                                                      |
| 1986        | Les Petits Malins                    | 19 janvier 1986 - 11 janvier 1987    | 52          | Basée sur une ébauche originale de Chifude Asakura. Basée sur la gamme de jouets de Bandai développée avec l'américain Tonka.              |
| 1986        | Dragon Ball                          | 26 février 1986 - 19 avril 1989      | 153         | Basée sur le manga homonyme d'Akira Toriyama.                                                                                              |
| 1986        | Ginga Nagareboshi Gin                | 7 avril 1986 - 22 septembre 1986     | 21          | Basée sur le manga de Yoshihiro Takahashi.                                                                                                 |
| 1986        | Ricky Star (ja)                      | 13 avril 1986 - 23 novembre 1986     | 32          | Basée sur le manga Gō-Q chōji Ikkiman de Yasuo Tanami.                                                                                     |
| 1986        | Les Chevaliers du Zodiaque           | 11 octobre 1986 - 1er avril 1989     | 114         | Basée sur le manga Saint Seiya de Masami Kurumada.                                                                                         |
| 1987        | Les petits malins à Malinplage       | 18 janvier 1987 - 27 décembre 1987   | 50          | Basée sur une ébauche originale de Chifude Asakura. Suite des Petits Malins.                                                               |
| 1987        | Transformers: The Headmasters        | 3 juillet 1987 - 28 mars 1988        | 35          | Suite des trois premières saisons de la première série Transformers.                                                                       |
| 1987        | Le Prince Hercule                    | 11 octobre 1987 - 2 avril 1989       | 75          | Basée sur la franchise autour de la gamme de confiserie de Lotte, Bikkuriman.                                                              |
| 1987        | Kamen no Ninja Akakage               | 13 octobre 1987 - 22 mars 1988       | 23          | Basée sur le manga de Mitsuteru Yokoyama.                                                                                                  |
| 1987        | Gwendoline                           | 21 octobre 1987 - 26 janvier 1989    | 57          | Basée sur le manga Lady!! de Yōko Hanabusa.                                                                                                |
| 1988        | Tatakae!! Ramenman (ja)              | 10 janvier 1988 - 11 septembre 1988  | 35          | Basée sur le manga dérivé de Muscleman du duo Yudetamago.                                                                                  |
| 1988        | Sakigake!! Otokojuku                 | 25 février 1988 - 14 novembre 1988   | 34          | Basée sur le manga d'Akira Miyashita. |
| 1988        | Transformers: Supergod Master Force  | 12 avril 1988 - 28 février 1989      | 42          | Quatrième série basée sur la franchise Transformers au Japon.                                                                              |
| 1988        | Caroline                             | 9 janvier 1988 - 24 décembre 1989    | 61          | Deuxième série basée sur le manga de Fujio Akatsuka.                                                                                       |
| 1989        | Transformers: Victory                | 14 mars 1989 - 19 décembre 1989      | 32          | Cinquième série basée sur la franchise Transformers au Japon.                                                                              |
| 1989        | Shin Bikkuriman (ja)                 | 9 avril 1989 - 26 août 1990          | 72          | Suite de Bikkuriman. |
| 1989        | Akuma-kun (ja)                       | 15 avril 1989 - 24 mars 1990         | 42          | Basée sur le manga de Shigeru Mizuki. |
| 1989        | Dragon Ball Z                        | 26 avril 1989 - 31 janvier 1996      | 291         | Suite de Dragon Ball. |
| 1989        | Sally la petite sorcière             | 9 octobre 1989 - 23 septembre 1991   | 88          | Deuxième série basée sur le manga Mahō tsukai Sally de Mitsuteru Yokoyama.                                                                 |
| 1989        | Kariage-kun (ja)                     | 17 octobre 1989 - 21 décembre 1990   | 59          | Basée sur le manga de Masashi Ueda. |

| Années 1990 | Années 1990                           | Années 1990                            | Années 1990 | Années 1990 |
| Année       | Titre                                 | Date de 1re diffusion                  | Nb. éps.    | Notes |
| ----------- | ------------------------------------- | -------------------------------------- | ----------- | --- |
| 1990        | Mōretsu Atarō (ja)                    | 21 avril 1990 - 22 décembre 1990       | 34          | Deuxième série basée sur le manga de Fujio Akatsuka. |
| 1990        | Talulu le magicien                    | 9 septembre 1990 - 10 mai 1992         | 87          | Basée sur le manga de Tatsuya Egawa. |
| 1991        | Kingyo chūihō! (ja)                   | 12 janvier 1991 - 29 février 1992      | 54          | Basée sur le manga de Neko Nekobe. |
| 1991        | Getter Robo Gō (ja)                   | 11 février 1991 - 27 janvier 1992      | 50          | Basée sur un scénario original de Gō Nagai et Ken Ishikawa. |
| 1991        | Kinnikuman: Kinnikusei ōi sōdatsu-hen | 6 octobre 1991 - 27 septembre 1992     | 46          | Suite de Muscleman. |
| 1991        | Fly                                   | 17 octobre 1991 - 24 septembre 1992    | 46          | Basée sur le manga Dragon Quest : La Quête de Daï écrit par Riku Sanjō et dessiné par Kōji Inada, lui-même librement inspiré de la série de jeux vidéo Dragon Quest sous la supervision du créateur de la série Yūji Horii. |
| 1992        | Sailor Moon                           | 7 mars 1992 - 27 février 1993          | 46          | Basée sur le manga de Naoko Takeuchi. |
| 1992        | Super Bikkuriman (ja)                 | 17 mai 1992 - 4 avril 1993             | 44          | Basée sur la franchise autour de la gamme de confiserie de Lotte, Bikkuriman. |
| 1993        | Sailor Moon R                         | 6 mars 1993 - 12 mars 1994             | 43          | Suite de Sailor Moon. |
| 1993        | Ghost Sweeper Mikami (ja)             | 11 avril 1993 - 6 mars 1994            | 45          | Basée sur le manga de Takashi Shiina. |
| 1993        | Little Twins (ja)                     | septembre 1993 - décembre 1993         | 13          | Réédition des OAV et du film issus du projet produit par Hero Communications, Bandai, Tōei Dōga et KSS. |
| 1993        | Slam Dunk                             | 16 octobre 1993 - 23 mars 1996         | 101         | Basée sur le manga de Takehiko Inoue. |
| 1993        | Aoki densetsu Shoot!                  | 7 novembre 1993 - 25 décembre 1994     | 58          | Basée sur le manga de Tsukasa Ōshima. |
| 1994        | Marmalade Boy                         | 13 mars 1994 - 3 septembre 1995        | 76          | Basée sur le manga de Wataru Yoshizumi. |
| 1994        | Sailor Moon S                         | 19 mars 1994 - 25 février 1995         | 38          | Suite de Sailor Moon R. |
| 1994        | Shinken densetsu: Tight Road (ja)     | 7 octobre 1994 - 28 décembre 1994      | 13          | |
| 1995        | Kūsō kagaku sekai Gulliver Boy (ja)   | 8 janvier 1995 - 24 décembre 1995      | 50          | Basée sur une ébauche originale d'Ōji Hiroi et Toyoo Ashida sur un projet de media mix entre Shūeisha, Hudson et RED Company.                                                                                               |
| 1995        | Sailor Moon SuperS                    | 4 mars 1995 - 2 mars 1996              | 39          | Suite de Sailor Moon S. |
| 1995        | Les Contes les plus célèbres          | 7 avril 1995 - 29 septembre 1995       | 26          | Adaptation de Contes populaires internationaux par Hiroshi Shidara. |
| 1995        | Gokinjo, une vie de quartier          | 10 septembre 1995 - 1er septembre 1996 | 50          | Basée sur le manga d'Ai Yazawa. |
| 1996        | Gegege no Kitarō                      | 7 janvier 1996 - 29 mars 1998          | 114         | Quatrième série basée sur le manga de Shigeru Mizuki. |
| 1996        | Dragon Ball GT                        | 7 février 1996 - 19 novembre 1997      | 64          | Suite originale de Dragon Ball Z. |
| 1996        | Sailor Moon Stars                     | 9 mars 1996 - 8 février 1997           | 34          | Suite de Sailor Moon SuperS. |
| 1996        | Jigoku Sensei Nūbē                    | 13 avril 1996 - 21 juin 1997           | 49          | Basée sur le manga écrit par Makura Shō et dessiné par Takeshi Okano. |
| 1996        | Hana yori dango                       | 8 septembre 1996 - 31 août 1997        | 51          | Basée sur le manga de Yōkō Kamio. |
| 1997        | Cutey Honey Flash                     | 15 février 1997 - 31 janvier 1998      | 39          | Basée sur le manga Cutey Honey de Gō Nagai. |
| 1997        | Les Enquêtes de Kindaichi             | 7 avril 1997 - 11 septembre 2000       | 148         | Basée sur le manga écrit par Tadashi Agi et Yōzaburō Kanari et dessiné par Fumiya Satō ; dernière production en celluloïd.                                                                                                  |
| 1997        | Azumi Mama Mia (ja)                   | 7 juillet 1997 - 2 octobre 1997        | 60          | Basée sur le manga de Haruka Wakao. |
| 1997        | Le Royaume des couleurs               | 7 septembre 1997 - 31 janvier 1999     | 70          | Basée sur la série de romans pour enfants Crayon ōkoku de Reizō Fukunaga ; première production numérique. |
| 1997        | Hanitarō desu (ja)                    | 6 octobre 1997 - 22 janvier 1998       | 70          | Basée sur le manga d'Akihito Maejima. |
| 1997        | Dr Slump                              | 26 novembre 1997 - 22 septembre 1999   | 74          | Deuxième série basée sur le manga Dr Slump d'Akira Toriyama. |
| 1998        | Haruniwa-ke no sanninme (ja)          | 23 janvier 1998 - 26 mars 1998         | 45          | Basée sur le manga de Yukiko Matsui. |
| 1998        | Kocchi muite! Miiko (ja)              | 14 février 1998 - 6 février 1999       | 42          | Basée sur le manga d'Ono Eriko ; diffusée lors du programme Anime shūkan DX! Mi-Pha-Pu (ja). |
| 1998        | Fushigi mahō Fan Fan Pharmacy (ja)    | 14 février 1998 - 6 février 1999       | 48          | Basée sur Fan Fan Pharmacy écrit par Sachiko Kashiwaba et illustré par Shinji Araki ; diffusée lors du programme Anime shūkan DX! Mi-Pha-Pu.                                                                                |
| 1998        | Heli-Tako Pū-chan (ja)                | 14 février 1998 - 6 février 1999       | 42          | Basée sur le manga de Takemaru Sasaki ; diffusée lors du programme Anime shūkan DX! Mi-Pha-Pu. |
| 1998        | Himitsu no Akko-chan                  | 5 avril 1998 - 28 février 1999         | 44          | Troisième série basée sur le manga de Fujio Akatsuka. |
| 1998        | Yu-Gi-Oh!                             | 4 avril 1998 - 10 octobre 1998         | 27          | Basée sur le manga de Kazuki Takahashi. |
| 1998        | Mamotte shugogetten                   | 17 octobre 1998 - 3 avril 1999         | 22          | Basée sur le manga de Minene Sakurano. |
| 1999        | Ojamajo Doremi                        | 7 février 1999 - 30 janvier 2000       | 51          | Basée sur un projet media mix de « Izumi Tōdō ». |
| 1999        | Jeanne de la Cambriole                | 13 février 1999 - 29 janvier 2000      | 44          | Basée sur le manga Kamikaze kaitō Jeanne d'Arina Tanemura. |
| 1999        | Digimon Adventure                     | 7 mars 1999 - 26 mars 2000             | 54          | Basée sur une ébauche originale de « Akiyoshi Hongo » pour la franchise Digimon. |
| 1999        | One Piece                             | 20 octobre 1999 - en cours             | NC          | Basée sur le manga d'Eiichirō Oda. |

| Années 2000 | Années 2000                                         | Années 2000                           | Années 2000 | Années 2000 |
| Année       | Titre                                               | Date de 1re diffusion                 | Nb. éps.    | Notes |
| ----------- | --------------------------------------------------- | ------------------------------------- | ----------- | --- |
| 2000        | Shinzo                                              | 5 février 2000 - 23 septembre 2000    | 32          | Basée sur une ébauche originale de « Izumi Tōdō ». |
| 2000        | Ojamajo Doremi #                                    | 6 février 2000 - 28 janvier 2001      | 49          | Suite de Ojamajo Doremi. |
| 2000        | Digimon Adventure 02                                | 2 avril 2000 - 25 mars 2001           | 50          | Suite de Digimon Adventure. |
| 2000        | Gambler densetsu Tetsuya (ja)                       | 7 octobre 2000 - 24 mars 2001         | 20          | Basée sur le manga de Yasushi Hoshino sur une ébauche de Fūmei Sai. |
| 2000        | Pipopapo Patrol-kun (ja)                            | 4 décembre 2000 - 7 mars 2001         | 65          | Basée sur une ébauche originale de « Izumi Tōdō ». |
| 2001        | Mo~tto! Ojamajo Doremi                              | 4 février 2001 - 27 janvier 2002      | 50          | Suite de Ojamajo Doremi #. |
| 2001        | Digimon Tamers                                      | 1er avril 2001 - 31 mars 2002         | 51          | Troisième série de la franchise Digimon. |
| 2001        | Nono-chan                                           | 7 juillet 2001 - 28 septembre 2002    | 61          | Basée sur le manga de Hisaichi Ishii. |
| 2002        | Kinnikuman II-sei (ja)                              | 9 janvier 2002 - 25 décembre 2002     | 50          | Basée sur le manga du duo Yudetamago (ja), faisant suite à Kinnikuman. |
| 2002        | Kanon                                               | 31 janvier 2002 - 28 mars 2002        | 13          | Basée sur le visual novel développé par Key. |
| 2002        | Ojamajo Doremi DOKKAAN                              | 3 février 2002 - 26 janvier 2003      | 51          | Suite de Mo~tto! Ojamajo Doremi. |
| 2002        | Digimon Frontier                                    | 7 avril 2002 - 30 mars 2003           | 50          | Quatrième série de la franchise Digimon. |
| 2002        | Tsuribaka nisshi (ja)                               | 2 novembre 2002 - 13 septembre 2003   | 37          | Basée sur le manga écrit par Jūzō Yamasaki et dessiné par Kenichi Kitami. |
| 2003        | Nadja                                               | 2 février 2003 - 25 janvier 2004      | 50          | Basée sur une ébauche originale de « Izumi Tōdō ». |
| 2003        | Air Master                                          | 2 avril 2003 - 1er octobre 2003       | 27          | Basée sur le manga de Yokusaru Shibata. |
| 2003        | Konjiki no Gash Bell!!                              | 6 avril 2003 - 26 mars 2006           | 150         | Basée sur le manga Konjiki no Gash!! de Makoto Raiku. |
| 2003        | Bobobo-bo Bo-bobo                                   | 8 novembre 2003 - 29 octobre 2005     | 76          | Basée sur le manga de Yoshio Sawai. |
| 2004        | Kinnikuman II-sei ULTIMATE MUSCLE (ja)              | 7 avril 2004 - 30 juin 2004           | 13          | Suite de Kinnikuman II-sei. |
| 2004        | Ring ni kakero 1 - Chapter I: Carnival Champion-hen | 6 octobre 2004 - 13 décembre 2004     | 12          | Basée sur le manga de Masami Kurumada. |
| 2004        | Futari wa Pretty Cure                               | 1er février 2004 - 30 janvier 2005    | 49          | Basée sur une ébauche originale de « Izumi Tōdō » ; première série des Pretty Cure. |
| 2004        | Beet the Vandel Buster                              | 30 septembre 2004 - 29 septembre 2005 | 52          | Basée sur le manga écrit par Riku Sanjō et dessiné par Kōji Inada ; production pour le 40e anniversaire de TV Tokyo.                                                                          |
| 2005        | Xenosaga: The AnimationXenosaga: The Animation      | 5 janvier 2005 - 23 mars 2005         |             | Basée sur la série de jeux vidéo Xenosaga développée par Monolith Soft et éditée par Bandai Namco Games.                                                                                      |
| 2005        | Futari wa Pretty Cure Max Heart                     | 6 février 2005 - 29 janvier 2006      | 47          | Suite de Futari wa Pretty Cure ; deuxième série des Pretty Cure. |
| 2005        | Beet the Vandel Buster: Excellion                   | 6 octobre 2005 - 30 mars 2006         | 25          | Suite de Beet the Vandel Buster. |
| 2005        | Gaiking: Legend of Daiku-Maryu (ja)                 | 12 novembre 2005 - 24 septembre 2006  | 37          | Basée sur une ébauche de Mitsuru Kaneko et de sa société MK ; reboot de Daikyu Maryū Gaiking (ja).                                                                                            |
| 2006        | Kinnikuman II-sei ULTIMATE MUSCLE 2 (ja)            | 4 janvier 2006 - 29 mars 2006         | 13          | Suite de Kinnikuman II-sei ULTIMATE MUSCLE. |
| 2006        | Ayakashi: Japanese Classic Horror                   | 12 janvier 2006 - 23 mars 2006        | 11          | Anthologie d'histoires de fantômes issues du folklore japonais : Yotsuya kaidan de Tsuruya Namboku IV, Tenshu monogatari (ja) de Kyōka Izumi et la légende du Bakeneko.                       |
| 2006        | Futari wa Pretty Cure Splash Star                   | 5 février 2006 - 28 janvier 2007      | 49          | Basée sur une ébauche originale de « Izumi Tōdō » ; troisième série des Pretty Cure. |
| 2006        | Digimon Savers                                      | 2 avril 2006 - 25 mars 2007           | 48          | Basée sur une ébauche originale de « Akiyoshi Hongo » ; cinquième série de la franchise Digimon.                                                                                              |
| 2006        | Air Gear                                            | 4 avril 2006 - 26 septembre 2006      | 25          | Basée sur le manga d'Oh! Great ; coproduite avec Marvelous et avex. |
| 2006        | Ring ni kakero 1 - Chapter II: Nichibei kessen-hen  | 6 avril 2006 - 22 juin 2006           | 12          | Suite de Ring ni kakero 1 - Chapter I: Carnival Champion-hen. |
| 2006        | Kamisama kazoku                                     | 18 mai 2006 - 10 août 2006            | 13          | Basée sur la série de light novel de Yoshikazu Kuwashima. |
| 2006        | Binbō shimai monogatari                             | 29 juin 2006 - 14 septembre 2006      | 10          | Basée sur le manga d'Izumi Kazuto. |
| 2006        | Les Supers Nanas Zeta                               | 1er juillet 2006 - 30 juin 2007       | 52          | Basée sur la série d'animation américaine Les Supers Nanas de Craig McCracken ; œuvre commémorant le 50e anniversaire de Toei Animation coproduite avec Cartoon Network, TV Tokyo et Aniplex. |
| 2006        | Gin-iro no Olynssis (ja)                            | 6 octobre 2006 - 22 décembre 2006     | 12          | Basée sur une ébauche originale de « Izumi Tōdō ». |
| 2006        | Happy☆Lucky Bikkuriman                              | 15 octobre 2006 - 30 septembre 2007   | 46          | Basée sur la franchise autour de la gamme de confiserie de Lotte, Bikkuriman Hikaru-den. |
| 2007        | Yes! PreCure 5                                      | 4 février 2007 - 27 janvier 2008      | 49          | Basée sur une ébauche originale de « Izumi Tōdō » ; quatrième série des Pretty Cure. |
| 2007        | Gegege no Kitarō                                    | 1er avril 2007 - 29 mars 2009         | 100         | Cinquième série basée sur le manga de Shigeru Mizuki. |
| 2007        | Lovely Complex                                      | 7 avril 2007 - 29 septembre 2007      | 24          | Basée sur le manga d'Aya Nakahara. |
| 2007        | Tai Chi Chasers                                     | 29 avril 2007 - 20 janvier 2008       | 39          | Diffusion pour la Korean Broadcasting System (KBS) en Corée du Sud ; coproduite avec KBS, Iconix Entertainment, Université de Dongseo et JM Animation.                                        |
| 2007        | Mononoke                                            | 12 juillet 2007 - 27 septembre 2007   | 12          | Suite dérivée d'Ayakashi. |
| 2007        | Master Hamsters (ja)                                | 7 octobre 2007 - 5 octobre 2008       | 50          | Basée sur une ébauche originale de « Izumi Tōdō ». |
| 2008        | Hakaba Kitarō                                       | 11 janvier 2008 - 21 mars 2008        | 11          | Basée sur le manga de Shigeru Mizuki. |
| 2008        | Yes! Precure 5 GoGo!                                | 3 février 2008 - 25 janvier 2009      | 48          | Suite de Yes! PreCure 5 ; cinquième série des Pretty Cure. |
| 2008        | Uchi no 3 shimai (ja)                               | 8 avril 2008 - 28 décembre 2010       | 141         | Basée sur le manga de Pretz Matsumoto. |
| 2008        | RoboDz (ja)                                         | 2 juin 2008 - 24 novembre 2008        | 26          | Coproduite avec Walt Disney Television International Japan ; épisodes de 5 minutes. |
| 2008        | Negibōzu no Asatarō (ja)                            | 12 octobre 2008 - 27 septembre 2009   | 48          | Basée sur la série de livres pour enfants de Kazuyoshi Iino. |
| 2009        | Fresh Pretty Cure!                                  | 1er février 2009 - 31 janvier 2010    | 50          | Basée sur une ébauche originale de « Izumi Tōdō » ; sixième série des Pretty Cure. |
| 2009        | Keihin kazoku (ja)                                  | 23 janvier 2003 - 14 août 2003        | 30          | Animation flash produite par FROGMAN de Kaeru otoko shōkai, marque de DLE (ja) ; distribuée en avance sur téléphone mobile.                                                                   |
| 2009        | Marie & Gali (ja)                                   | 31 mars 2009 - 23 mars 2010           | 40          | Basée sur une ébauche originale de « Izumi Tōdō » ; épisodes de 5 minutes. |
| 2009        | Dragon Ball Z Kai                                   | 5 avril 2009 - 27 mars 2011           | 98          | Version rééditée et remasterisée numériquement de Dragon Ball Z pour les 20 ans de la série.                                                                                                  |
| 2009        | Kaidan Restaurant (ja)                              | 13 octobre 2009 - 8 juin 2010         | 23          | Basée sur la série de livres d'histoires japonais pour enfants qui prennent la forme d'anthologies d'horreur, éditées par Miyoko Matsutani.                                                   |
| 2009        | Trapèze                                             | 15 octobre 2009 - 24 décembre 2009    | 11          | Basée sur le roman Un yakuza chez le psy : et autres patients du Dr Irabu de Hideo Okuda. |

| Années 2010 | Années 2010                                        | Années 2010                          | Années 2010 | Années 2010 |
| Année       | Titre                                              | Date de 1re diffusion                | Nb. éps.    | Notes |
| ----------- | -------------------------------------------------- | ------------------------------------ | ----------- | --- |
| 2010        | HeartCatch PreCure!                                | 7 février 2010 - 30 janvier 2011     | 49          | Basée sur une ébauche originale de « Izumi Tōdō » ; septième série des Pretty Cure. |
| 2010        | Marie & Gali Ver. 2.0 (ja)                         | 30 mars 2010 - 22 mars 2011          | 30          | Suite de Marie & Gali. |
| 2010        | Ring ni kakero 1: Chapter III: Kagedō-hen          | 2 avril 2010 - 17 juin 2010          | 6           | Suite de Ring ni kakero 1 - Chapter II: Nichibei kessen-hen. |
| 2010        | Digimon Xros Wars                                  | 6 juillet 2010 - 25 mars 2012        | 79          | Basée sur une ébauche originale de « Akiyoshi Hongo » ; sixième série de la franchise Digimon. La version internationale de Saban Brands est intitulée Digimon Fusion. |
| 2011        | Suite PreCure♪                                     | 6 février 2011 - 29 janvier 2012     | 48          | Basée sur une ébauche originale de « Izumi Tōdō » ; huitième série des Pretty Cure. |
| 2011        | Toriko                                             | 3 avril 2011 - 30 mars 2014          | 147         | Basée sur le manga de Mitsutoshi Shimabukuro. |
| 2011        | Ring ni Kakero 1: Sekai taikai-hen                 | 10 avril 2011 - 12 juin 2011         | 6           | Suite de Ring ni kakero 1: Chapter III: Kagedō-hen. |
| 2012        | Smile PreCure!                                     | 5 février 2012 - 27 janvier 2013     | 48          | Basée sur une ébauche originale de « Izumi Tōdō » ; neuvième série des Pretty Cure. La version internationale de Saban Brands est intitulée Glitter Force. |
| 2012        | Saint Seiya Ω                                      | 1er avril 2012 - 30 mars 2014        | 97          | Deuxième série basée sur le manga Saint Seiya de Masami Kurumada. |
| 2012        | Tanken Driland (ja)                                | 7 juillet 2012 - 30 mars 2013        | 37          | Basée sur le jeu vidéo éponyme (ja) développé et édité par GREE. |
| 2013        | Dokidoki! PreCure                                  | 3 février 2013 - 26 janvier 2014     | 49          | Basée sur une ébauche originale de « Izumi Tōdō » ; dixième série des Pretty Cure. La version internationale de Saban Brands est intitulée Glitter Force Doki Doki. |
| 2013        | Tanken Driland: Sennen no mahō (ja)                | 6 avril 2013 - 29 mars 2014          | 51          | Deuxième série basée sur le jeu vidéo homonyme. |
| 2013        | Kyōsōgiga                                          | 2 octobre 2013 - 25 décembre 2013    | 13          | Basée sur une ébauche originale de « Izumi Tōdō » en collaboration avec Banpresto. |
| 2014        | Robot Girls Z (ja)                                 | 4 janvier 2014 - 2 mars 2014         | 3           | Parodie des différentes séries mecha de Gō Nagai produite par la société. |
| 2014        | HappinessCharge PreCure!                           | 2 février 2014 - 25 janvier 2015     | 49          | Basée sur une ébauche originale de « Izumi Tōdō » ; onzième série des Pretty Cure. |
| 2014        | Majin Bone (ja)                                    | 1er avril 2014 - 31 mars 2015        | 52          | Basée sur la franchise autour du jeu de cartes à collectionner développé par Dimps et édité par Bandai. |
| 2014        | Marvel Disk Wars: The Avengers                     | 2 avril 2014 - 25 mars 2015          | 51          | Basée sur les Avengers de Marvel ; coproduite avec Walt Disney Television International Japan. |
| 2014        | Les Enquêtes de Kindaichi : Le Retour              | 5 avril 2014 - 27 septembre 2014     | 25          | Deuxième série basée sur le manga écrit par Tadashi Agi et Yōzaburō Kanari et dessiné par Fumiya Satō. |
| 2014        | Dragon Ball Z Kai: Saga Boo                        | 6 avril 2014 - 28 juin 2015          | 60          | Suite de Dragon Ball Z Kai ; la version internationale en dehors du Japon est renommée Dragon Ball Z Kai: The Final Chapter et comporte huit épisodes supplémentaires. |
| 2014        | Abarenbō rikishi!! Matsutarō (ja)                  | 6 avril 2014 - 28 septembre 2014     | 23          | Basée sur le manga de Tetsuya Chiba. |
| 2014        | World Trigger                                      | 5 octobre 2014 - 3 avril 2016        | 74          | Basée sur le manga de Daisuke Ashihara. |
| 2015        | Go! Princess PreCure                               | 1er février 2015 - 31 janvier 2016   | 50          | Basée sur une ébauche originale de « Izumi Tōdō » ; douzième série des Pretty Cure. |
| 2015        | Dragon Ball Super                                  | 5 juillet 2015 - 25 mars 2018        | 131         | Suite officielle de Dragon Ball Z avec la participation d'Akira Toriyama, auteur du manga original. |
| 2015        | Miraculous : Les Aventures de Ladybug et Chat Noir | 1er septembre 2015 - en cours        | NC          | Basée sur une ébauche originale de Thomas Astruc ; coproduite avec les sociétés françaises Zagtoon et Method Animation et le studio coréen SAMG Animation. |
| 2015        | Les Enquêtes de Kindaichi : Le Retour II           | 3 octobre 2015 - 26 mars 2016        | 25          | Suite de Les Enquêtes de Kindaichi : Le Retour. |
| 2016        | Maho Girls PreCure!                                | 7 février 2016 - 29 janvier 2017     | 50          | Basée sur une ébauche originale de « Izumi Tōdō » ; treizième série des Pretty Cure. |
| 2016        | Sailor Moon Crystal Season III                     | 4 avril 2016 - 27 juin 2016          | 13          | Suite de Sailor Moon Crystal. |
| 2016        | Digimon Universe: Appli Monsters                   | 1er octobre 2016 - 30 septembre 2017 | 52          | Basée sur une ébauche originale de « Akiyoshi Hongo » pour le projet multimédia de Toei Company, Dentsu et Namco Bandai Holdings ; septième série de la franchise Digimon. Production pour le 60e anniversaire de la société. La série internationale est intitulée Digimon Appmon. |
| 2016        | Tiger Mask W (ja)                                  | 2 octobre 2016 - 2 juillet 2017      | 38          | Suite de Tiger Mask ; production pour le 60e anniversaire de la société. |
| 2017        | Kirakira☆PreCure a la Mode                         | 5 février 2017 - 28 janvier 2018     | 49          | Basée sur une ébauche originale de « Izumi Tōdō » ; quatorzième série des Pretty Cure. |
| 2017        | KADO: The Right Answer                             | 6 avril 2017 - 30 juin 2017          | 13          | Production originale en 3DCG. |
| 2018        | HUGtto! PreCure                                    | 4 février 2018 - 27 janvier 2019     | 49          | Basée sur une ébauche originale de « Izumi Tōdō » ; quinzième série des Pretty Cure. |
| 2018        | Gegege no Kitarō                                   | 1er avril 2018 - 29 mars 2020        | 97          | Sixième série basée sur le manga de Shigeru Mizuki. |
| 2018        | Oshiri tantei (ja)                                 | 3 mai 2018 - 27 juin 2020            | 52          | Basée sur la série d'histoires pour enfants Détective Popotin de Troll. |
| 2018        | Bakutsuri Bar Hunter (ja)                          | 2 octobre 2018 - 26 mars 2019        | 25          | Basée sur une ébauche originale de Sakaban Suzuki pour le projet mediamix de Bandai, Shōgakukan et Toei Animation ; coproduite avec Gallop. |
| 2018        | Saint Seiya: Saintia Shō                           | 10 décembre 2018 - 18 février 2019   | 10          | Basée sur le manga de Chimaki Kuori, lui-même inspiré de Saint Seiya de Masami Kurumada ; supervision de la production de Gonzo. |
| 2019        | Star☆Twinkle PreCure                               | 3 février 2019 - 26 janvier 2020     | 49          | Basée sur une ébauche originale de « Izumi Tōdō » ; seizième série des Pretty Cure. |

| Années 2020                                       | Années 2020                            | Années 2020                       | Années 2020 | Années 2020                                                                                       |
| Année                                             | Titre                                  | Date de 1re diffusion             | Nb. éps. | Notes                                                                                             |
| ------------------------------------------------- | -------------------------------------- | --------------------------------- | --- | ------------------------------------------------------------------------------------------------- |
| 2020                                              |                                        |                                   | |                                                                                                   |
| Healin' Good Pretty Cure                          | 2 février 2020 - 21 février 2021       | 45                                | Basée sur une ébauche originale de « Izumi Tōdō » ; dix-septième série des Pretty Cure. |                                                                                                   |
| Future's Folktales (ja)                           | 4 avril 2020 - 27 juin 2020            | 13                                | Production pour la société saoudienne Manga Productions ; le premier épisode est initialement diffusé sur MBC 1 le 24 janvier 2020. |                                                                                                   |
| Digimon Adventure:                                | 5 avril 2020 - 26 septembre 2021       | 67                                | Reboot de Digimon Adventure ; huitième série de la franchise Digimon. |                                                                                                   |
| Fushigi dagashiya: Zenitendō - Tsuri taiyaki (ja) | 8 septembre 2020 - en cours            | NC                                | Inspiré par la série de romans pour enfants écrite par Reiko Hiroshima. |                                                                                                   |
| Dragon Quest: L'aventure de Dai                   | 3 octobre 2020 - 22 octobre 2022       | 100                               | Deuxième série basée sur le manga Dragon Quest : La Quête de Daï écrit par Riku Sanjō et dessiné par Kōji Inada, lui-même librement inspiré de la série de jeux vidéo Dragon Quest sous la supervision du créateur de la série Yūji Horii. |                                                                                                   |
| 2021                                              |                                        |                                   | |                                                                                                   |
| World Trigger 2nd Season                          | 10 janvier 2021 - 4 avril 2021         | 12                                | Suite de World Trigger. |                                                                                                   |
| Tropical-Rouge! Precure                           | 28 février 2021 - 30 janvier 2022      | 46                                | Basée sur une ébauche originale de « Izumi Tōdō » ; dix-huitième série des Pretty Cure. |                                                                                                   |
| World Trigger 3rd Season                          | 10 octobre 2021 - 23 janvier 2022      | 14                                | Suite de World Trigger 2nd Season. |                                                                                                   |
| 2022                                              | Delicious Party♡Precure                | 6 février 2022 - 29 janvier 2023  | 45 | Basée sur une ébauche originale de « Izumi Tōdō » ; dix-neuvième série des Pretty Cure.           |
| 2023                                              | Hirogaru Sky! Precure                  | 5 février 2023 - 28 janvier 2024  | 50 | Basée sur une ébauche originale de « Izumi Tōdō » ; vingtième série des Pretty Cure.              |
| 2023                                              | Run for Money: The Great Mission (ja)  | 2 avril 2023 - 30 mars 2025       | 97 |                                                                                                   |
| 2023                                              | Power of Hope: Precure Full Bloom (ja) | 7 octobre 2023 - 23 décembre 2023 | 12 |                                                                                                   |
| 2024                                              | Wonderful Precure!                     | 4 février 2024 - 26 janvier 2025  | 50 | Basée sur une ébauche originale de « Izumi Tōdō » ; vingt-et-unième série des Pretty Cure.        |
| 2024                                              | Girls Band Cry                         | 6 avril 2024 - 28 juin 2024       | 13 |                                                                                                   |
| 2024                                              | Dragon Ball Daima                      | 11 octobre 2024 - 28 février 2025 | 20 |                                                                                                   |
| 2025                                              | Mahoutsukai Precure!! Mirai Days       | 12 janvier 2025 - 30 mars 2025    | 12 |                                                                                                   |
| 2025                                              | Kimi to Idol Precure                   | 2 février 2025 - en cours         | NC | Basée sur une ébauche originale de « Izumi Tōdō » ; vingt-deuxième série des Pretty Cure.         |
| À venir                                           | Future's Folktales (ja)                | À venir                           | NC | Suite de Future's Folktales ; coproduite avec les sociétés saoudiennes Manga Productions et Neom. |

### ONA
| ONA   | ONA                                            | ONA                                | ONA      | ONA |
| Année | Titre                                          | Date(s) de sortie                  | Nb. éps. | Notes |
| ----- | ---------------------------------------------- | ---------------------------------- | -------- | --- |
| 2011  | Kyōsōgiga                                      | 6 décembre 2011                    | 1        | Basée sur une ébauche originale de « Izumi Tōdō » en collaboration avec Banpresto ; diffusée initialement sur Bandai Channel.                                         |
| 2012  | Kyōsōgiga                                      | 31 octobre 2012 - 22 décembre 2012 | 5        | Basée sur une ébauche originale de « Izumi Tōdō » en collaboration avec Banpresto ; diffusée initialement sur Bandai Channel.                                         |
| 2014  | Sailor Moon Crystal                            | 5 juillet 2014 - 18 juillet 2015   | 26       | Basée sur le manga Sailor Moon de Naoko Takeuchi ; diffusée initialement sur Niconico.                                                                                |
| 2015  | Saint Seiya: Soul of Gold                      | 11 avril 2015 - 26 septembre 2015  | 13       | Série dérivée pour les 30 ans du manga original de Masami Kurumada ; diffusée initialement sur Bandai Channel et 7 autres services en ligne.                          |
| 2015  | Robot Girls Z Plus (ja)                        | 20 mai 2015 - 20 octobre 2015      | 6        | Suite de Robot Girls Z ; diffusée initialement sur Niconico et YouTube.                                                                                               |
| 2017  | Oshiri tantei: Minato-machi Tuk-Tuk Chase (ja) | 2 août 2017                        | 1        | Basée sur la série d'histoires pour enfants Détective Popotin de Troll ; diffusée initialement sur YouTube.                                                           |
| 2018  | Dragon Ball Heroes                             | 1er juillet 2018 - en cours        | 31       | Basée sur le jeu de cartes à collectionner pour arcades développé par Bandai autour de l'univers de Dragon Ball d'Akira Toriyama ; diffusée initialement sur YouTube. |
| 2019  | Saint Seiya : Les Chevaliers du Zodiaque       | 19 juillet 2019 - en cours         | 12       | Réadaptation en 3DCG du manga de Masami Kurumada ; produite et diffusée sur Netflix.                                                                                  |
| 2019  | Kagaku Manga Survival (ja)                     | 28 mars 2019                       | 1        | Court pilote tiré de la série de manhwa d'apprentissage Survival (hangeul : 살아남기 ; RR : Sal-anamgi) ; diffusé sur YouTube.                                        |

### Films
| Productions de la Nihon Dōga/Nichidō Eiga | Productions de la Nihon Dōga/Nichidō Eiga              | Productions de la Nihon Dōga/Nichidō Eiga                                                                          |
| Année                                     | Titre                                                  | Notes |
| ----------------------------------------- | ------------------------------------------------------ | --- |
| 1947                                      | Suteneko Tora-chan (すて猫トラちゃん)                  | Court métrage, distribué par Tōhō Kyōiku Eiga, 1re production de Nihon Dōga, crédité en tant que Nihon Manga Eiga. |
| 1948                                      | Tora-chan to hanayome (トラちゃんと花嫁)               | Courts métrages, distribués par Tōhō Kyōiku Eiga, produits en tant que Nihon Dōga.                                 |
| 1948                                      | Poppoya-san no nonki ekichō (ポッポやさんののんき駅長) | Courts métrages, distribués par Tōhō Kyōiku Eiga, produits en tant que Nihon Dōga.                                 |
| 1949                                      | Dōbutsu dai yakyū-sen (動物大野球戦)                   | Courts métrages, distribués par Tōhō Kyōiku Eiga, produits en tant que Nihon Dōga.                                 |
| 1949                                      | Poppoya-san nonki kikanshi (ポッポやさんのんき機関士)  | Courts métrages, distribués par Tōhō Kyōiku Eiga, produits en tant que Nihon Dōga.                                 |
| 1950                                      | Tora-chan no kankan mushi (トラちゃんのカンカン虫)     | Courts métrages, distribués par Tōhō Kyōiku Eiga, produits en tant que Nihon Dōga.                                 |
| 1950                                      | Kobito to aomushi (小人と青虫)                         | Courts métrages, distribués par Tōhō Kyōiku Eiga, produits en tant que Nihon Dōga.                                 |
| 1952                                      | Otenki gakkō (お天気学校)                              | Courts métrages, distribués par Tōhō Kyōiku Eiga, produits en tant que Nihon Dōga.                                 |
| 1952                                      | Usagi to kame no kesshōsen (兎と亀の決勝戦)            | Courts métrages, productions en tant que Nichidō Eiga                                                              |
| 1953                                      | Ari to hato (ありとはと)                               | Courts métrages, productions en tant que Nichidō Eiga                                                              |
| 1954                                      | Ko usagi monogatari (子うさぎものがたり)               | Courts métrages, productions en tant que Nichidō Eiga                                                              |
| 1955                                      | Tora-chan no bōken (トラちゃんの冒険)                  | Courts métrages, productions en tant que Nichidō Eiga                                                              |
| 1955                                      | Ukare Violon (うかれバイオリン)                        | Court métrage, distribué par Tōei Kyōiku Eiga, produit en tant que Nichidō Eiga.                                   |
| 1956                                      | Issunbōshi (一寸法師)                                  | Courts métrages, produits en tant que Nichidō Eiga.                                                                |
| 1956                                      | Kuroi kikori to shiroi kikori (黒いきこりと白いきこり) | Courts métrages, produits en tant que Nichidō Eiga.                                                                |

| Années 1950 | Années 1950                                                     | Années 1950                                                                                          |
| Année       | Titre                                                           | Notes                                                                                                |
| ----------- | --------------------------------------------------------------- | --- |
| 1957        | Koneko no rakugaki (ja) (こねこのらくがき)                      | Court métrage, production pour Tōei Kyōiku Eiga, première production de Tōei Dōga.                   |
| 1957        | Hanuman no atarashii bōken (ハヌマンの新しい冒険)               | Court métrage, production pour Toei.                                                                 |
| 1957        | Kappa no Pātarō (かっぱのぱあ太郎)                              | Court métrage, production pour Tōei Kyōiku Eiga.                                                     |
| 1958        | Le Serpent blanc (白蛇伝)                                       | Le premier long métrage de Tōei Dōga ; premier long métrage d'animation japonais produit en couleur. |
| 1958        | Minna de issho ni utaimashou (みんなでいっしょにうたいましょう) | Court métrage de relations publiques, projection à huis clos.                                        |
| 1958        | Yumemi dōji (夢見童子)                                          | Court métrage, production pour Tōei Kyōiku Eiga.                                                     |
| 1959        | Koneko no Studio (こねこのスタジオ)                             | Courts métrages.                                                                                     |
| 1959        | Tanuki-san ōatari (ja) (たぬきさん大当り)                       | Courts métrages.                                                                                     |
| 1959        | Kuma to kodomo-tachi (熊と子供たち)                             | Court métrage de relations publiques, projection à huis clos.                                        |
| 1959        | Shōnen Sarutobi Sasuke (少年猿飛佐助)                           | Le deuxième long métrage de Tōei Dōga.                                                               |
| 1959        | Mochitsu motaretsu (もちつもたれつ)                             | Court métrage de relations publiques, projection à huis clos.                                        |

| Années 1960 | Années 1960                                                  | Années 1960 |
| Année       | Titre                                                        | Notes |
| ----------- | ------------------------------------------------------------ | --- |
| 1960        | Alakazam, le petit Hercule (西遊記)                          | Adaptation du manga La Légende de Songoku d'Osamu Tezuka. |
| 1961        | Anju to Zushiōmaru (ja) (安寿と厨子王丸)                     | Inspiré du conte pour enfants éponyme (ja). |
| 1962        | Sindbad no bōken (ja) (アラビアンナイト・シンドバッドの冒険) | Inspiré de la fable de Sinbad le marin incluse dans Les Mille et Une Nuits.                                                                                    |
| 1963        | Wanpaku ōji no orochi taiji (わんぱく王子の大蛇退治)         | Inspiré par la mythologie japonaise avec la légende d'Amano-Iwato et du combat de Susanoo contre le Yamata-no-Orochi.                                          |
| 1963        | Wan Wan Chūshingura (ja) (わんわん忠臣蔵)                    | Basé sur une ébauche originale et une composition d'Osamu Tezuka.                                                                                              |
| 1965        | Gulliver no uchū ryokō (ガリバーの宇宙旅行)                  | Inspiré par Les Voyages de Gulliver de Jonathan Swift. |
| 1966        | Cyborg 009 (サイボーグ009)                                   | Adaptation du manga de Shōtarō Ishinomori. |
| 1967        | Cyborg 009: Kaishū sensō (サイボーグ009 怪獣戦争)            | Suite de Cyborg 009. |
| 1967        | Shōnen Jack to mahōtsukai (ja) (少年ジャックと魔法使い)      | Inspiré par le folklore anglais, notamment par le Beowulf. |
| 1967        | Hyokkori hyōtanjima (ひょっこりひょうたん島)                 | |
| 1968        | Andersen Monogatari (ja) (アンデルセン物語)                  | Inspiré par les différents travaux de Hans Christian Andersen.                                                                                                 |
| 1968        | Horus, prince du Soleil (太陽の王子 ホルスの大冒険)          | Inspiré par le spectacle de marionnettes Chikisani no ue ni taiyō (春楡の上に太陽) de Kazuo Fukasawa, lui-même basée sur une épopée des Yukar du peuple aïnou. |
| 1968        | Gegege no Kitarō                                             | Version rééditée des épisodes 5 et 6 de la première série d'animation.                                                                                         |
| 1969        | Le Chat botté (長靴をはいた猫)                               | Inspiré par le conte homonyme de Charles Perrault (adapté par Jacob, Ludwig et Carl Grimm).                                                                    |
| 1969        | Le Vaisseau fantôme volant (空飛ぶゆうれい船)                | Inspiré par le manga de Shōtarō Ishinomori. |

| Années 1970 | Années 1970 | Années 1970 |
| Année       | Titre | Notes |
| ----------- | --- | --- |
| 1970        | Chibikko Remi to meiken Capi (ja) (ちびっ子レミと名犬カピ)                                                                     | Inspiré par le roman Sans famille de Hector Malot. |
| 1970        | Kaitei sanman Mile (ja) (海底3万マイル)                                                                                        | Basé sur une ébauche originale de Shōtarō Ishinomori. |
| 1971        | Dōbutsu Takarajima (ja) (どうぶつ宝島)                                                                                         | Inspiré par le roman L'Île au trésor de Robert Louis Stevenson. |
| 1971        | Alibaba to yonjūbiki no tōzoku (ja) (アリババと40匹の盗賊)                                                                     | Inspiré par le récit perse d'Ali Baba et les Quarante Voleurs. |
| 1972        | Le Chat botté 2 (ながぐつ三銃士)                                                                                               | Suite du Chat botté ; connu au Québec sous le titre Le Retour du Chat botté. |
| 1972        | Maken Liner 0011 henshin seyo! (ja) (魔犬ライナー0011変身せよ!)                                                                | Basé sur une ébauche originale d'Hiroshi Sasagawa. |
| 1973        | Les Aventures de Panda (パンダの大冒険)                                                                                        | |
| 1973        | Mazinger Z vs. Devilman (ja) (マジンガーZ対デビルマン)                                                                         | Crossover entre les séries Mazinger Z et Devilman, toutes deux écrites à l'origine par Gō Nagai.                                                                                          |
| 1974        | Kikansha Yaemon: D51 no daibōken (ja) (きかんしゃやえもん D51の大冒険)                                                         | Adaptation du livre pour enfants Kikansha Yaemon (ja) écrit par Hiroyuki Agawa, illustré par Fuyuhiko Okabe et édité par Iwanami Shoten.                                                  |
| 1974        | Mazinger Z vs. Dark General (ja) (マジンガーZ対暗黒大将軍)                                                                     | Deuxième film basé sur Mazinger Z. |
| 1975        | Kore ga UFO da! Soratobu enban (ja) (これがUFOだ!空飛ぶ円盤)                                                                   | Court métrage documentaire sur les OVNI. |
| 1975        | Great Mazinger vs. Getter Robo (ja) (グレートマジンガー対ゲッターロボ)                                                         | Crossover entre les séries Great Mazinger et Getter Robo, toutes deux écrites par Gō Nagai avec la participation de Ken Ishikawa pour le second.                                          |
| 1975        | Contes japonais (世界名作童話 まんがシリーズ)                                                                                  | Série de 20 courts métrages de 10 minutes produite entre 1975 et 1983, sorti sur pellicule Single 8.                                                                                      |
| 1975        | La Petite Sirène (アンデルセン童話 にんぎょ姫)                                                                                 | Adaptation du conte homonyme de Hans Christian Andersen. |
| 1975        | Great Mazinger vs. Getter Robo G: Kūchū daigekitotsu (ja) (グレートマジンガー対ゲッターロボG 空中大激突)                       | Crossover entre les séries Great Mazinger et Getter Robo G (ja), toutes deux écrites par Gō Nagai.                                                                                        |
| 1975        | Uchū enban daisensō (ja) (宇宙円盤大戦争)                                                                                      | Pilote de la série Goldorak sur une ébauche originale de « Sacre Burn » et de Gō Nagai.                                                                                                   |
| 1976        | Goldorak contre Great Mazinger (ja) (UFOロボ グレンダイザー対グレートマジンガー)                                               | Crossover entre les séries Goldorak et Great Mazinger, toutes deux écrites par Gō Nagai.                                                                                                  |
| 1976        | Le Chat botté: Le Tour du monde en 80 jours (長靴をはいた猫 80日間世界一周)                                                    | Suite du Chat botté 2 avec des insipirations du roman Le Tour du monde en quatre-vingts jours de Jules Verne.                                                                             |
| 1976        | Grendizer, Getter Robo G, Great Mazinger: Kessen! Daikaijū (ja) (グレンダイザー ゲッターロボG グレートマジンガー 決戦! 大海獣) | Crossover entre les séries Goldorak, Getter Robo G et Great Mazinger, toutes trois écrites par Gō Nagai.                                                                                  |
| 1977        | Hakuchō no ōji (ja) (世界名作童話 白鳥の王子)                                                                                  | Inspiré par le conte des Cygnes sauvages de Hans Christian Andersen ; premier film de la série des Sekai meisaku dōwa (世界名作童話, litt. « Les Contes les plus célèbres du monde »).    |
| 1977        | Wakusei Robo Danguard A vs. Konchūu Robot gundan (ja) (惑星ロボ ダンガードA対昆虫ロボット軍団)                                 | Production originale basée sur la série d'animation Wakusei Robo Dangard A créée par Leiji Matsumoto.                                                                                     |
| 1978        | Wakusei Robo Dangard Ace: Uchū Daikaisen (ja) (惑星ロボ ダンガードA 宇宙大海戦)                                                | Version rééditée des épisodes 44 et 45 de la série d'animation Wakusei Robo Dangard A. |
| 1978        | Oyayubi hime (ja) (世界名作童話 おやゆび姫)                                                                                    | Inspiré par le conte de La Petite Poucette de Hans Christian Andersen ; deuxième film de la série des Sekai meisaku dōwa (世界名作童話, litt. « Les Contes les plus célèbres du monde »). |
| 1978        | Candy Candy: Haru no yobigoe (キャンディキャンディ 春の呼び声)                                                                 | Premier court métrage basé sur le manga Candy Candy écrit par Kyōko Mizuki et dessiné par Yumiko Igarashi.                                                                                |
| 1978        | Ikkyū-san to Yancha-hime (ja) (一休さんとやんちゃ姫)                                                                           | Production originale basée sur la série d'animation Ikkyū-san. |
| 1978        | Candy Candy: Candy no natsu yasumi (キャンディ・キャンディ キャンディ・キャンディの夏休み)                                     | Deuxième court métrage basé sur le manga Candy Candy écrit par Kyōko Mizuki et dessiné par Yumiko Igarashi.                                                                               |
| 1978        | Uchū kaizoku Captain Harlock: Arcadia-gō no nazo (宇宙海賊キャプテンハーロック アルカディア号の謎)                             | Version rééditée des 13 premiers épisodes de la série. |
| 1978        | Saraba Uchū senkan Yamato: Ai no senshitachi (ja) (さらば宇宙戦艦ヤマト 愛の戦士たち)                                          | Deuxième film basé sur la série d'animation Space Battleship Yamato créée par Leiji Matsumoto ; commandé par Office Academy.                                                              |
| 1979        | Tatsu no ko Tarō (龍の子太郎)                                                                                                  | Adaptation du roman homonyme de Miyoko Matsutani, lui-même inspiré d'un conte japonais.                                                                                                   |
| 1979        | SF Saiyūki Starzinger (ja) (SF西遊記スタージンガー)                                                                            | Basée sur le roman SF Saiyūki d'Eisuke Ishikawa. |
| 1979        | Galaxy Express 999, le film (銀河鉄道999)                                                                                      | Basée sur le manga homonyme de Leiji Matsumoto. |

| Années 1980 | Années 1980 | Années 1980 |
| Année       | Titre | Notes |
| ----------- | --- | --- |
| 1980        | Mori wa ikiteiru (ja) (森は生きている)                                                                           | Inspiré par la pièce de théâtre écrite en forme de conte de fées Douze mois (en russe : Двена́дцать ме́сяцев) par Samouil Marchak.                                                        |
| 1980        | Hana no ko Lunlun: Konnichiwa Sakura no sono (ja) (花の子ルンルン こんにちわ桜の国)                              | Premier court métrage des séries magical girl de Toei (ja). |
| 1980        | Claire of the Glass: Galaxy Express 999 (銀河鉄道999 ガラスのクレア)                                             | Court métrage tiré du 3e épisode de la série d'animation. |
| 1980        | Terra e (地球へ…)                                                                                                | Inspiré par le manga de Keiko Takemiya. |
| 1980        | Mahō shōjo Lalabel: Umi ga yobu natsuyasumi (ja) (魔法少女ララベル 海が呼ぶ夏休み)                               | Deuxième court métrage des séries magical girl de Toei. |
| 1980        | Yamato yo towa ni (ja) (ヤマトよ永遠に)                                                                          | Troisième film basé sur la série d'animation Space Battleship Yamato créée par Leiji Matsumoto ; commandé par Office Academy.                                                           |
| 1980        | Cyborg 009, la Légende des super-galactiques (サイボーグ009 超銀河伝説)                                          | Troisième film basé sur le manga de Shōtarō Ishinomori. |
| 1981        | Le Lac des cygnes (世界名作童話 白鳥の湖)                                                                        | Inspiré par le ballet du Lac des Cygnes de Tchaïkovski ; troisième film de la série des Sekai meisaku dōwa (世界名作童話, litt. « Les Contes les plus célèbres du monde »).             |
| 1981        | Natsu e no tobira (ja) (夏への扉)                                                                                | Inspiré par le manga de Keiko Takemiya ; coproduite avec Madhouse. |
| 1981        | Akuma to himegimi (ja) (悪魔と姫ぎみ)                                                                            | Inspiré par le manga d'Akimi Yoshida. |
| 1981        | Dr. Slump: Arale-chan - Hello! Fushigi-jima (Dr．スランプ アラレちゃん ハロー！不思議島)                         | Court métrage tiré de la série d'animation Dr Slump: Arale-chan, elle-même basée sur le manga Dr Slump d'Akira Toriyama.                                                                |
| 1981        | Adieu Galaxy Express 999 (さよなら銀河鉄道999 アンドロメダ終着駅)                                                | Suite du premier film Galaxy Express 999. |
| 1982        | Princesse Millenium (1000年女王)                                                                                 | Basée sur le manga Shin Taketori Monogatari: Sennen Joō de Leiji Matsumoto. |
| 1982        | Aladin to mahō no Lamp (ja) (世界名作童話 アラジンと魔法のランプ)                                                | Inspiré par le conte arabo-perse d'Aladin ou la Lampe merveilleuse ; quatrième film de la série des Sekai meisaku dōwa (世界名作童話, litt. « Les Contes les plus célèbres du monde »). |
| 1982        | Asari-chan: Ai no Märchen shōjo (ja) (あさりちゃん 愛のメルヘン少女)                                             | Court métrage tiré de la série d'animation, basée sur le manga de Mayumi Muroyama. |
| 1982        | Haguregumo (ja) (浮浪雲)                                                                                         | Inspiré par le manga de George Akiyama. |
| 1982        | Dr Slump: Space Adventure (ja) (Dr.SLUMP ほよよ! 宇宙大冒険)                                                     | Deuxième film tiré de la série d'animation Dr Slump: Arale-chan, elle-même basée sur le manga Dr Slump d'Akira Toriyama.                                                                |
| 1982        | Albator 84 : L'Atlantis de ma jeunesse (わが青春のアルカディア —)                                                | Long métrage servant de préquel pour la série d'animation Albator 84 créée par Leiji Matsumoto.                                                                                         |
| 1982        | Future War 198X (FUTURE WAR 198X年)                                                                              | Inspiré en partie du roman La Troisième Guerre mondiale: 4 août/22 août 1985 (en) du général britannique John Hackett.                                                                  |
| 1983        | Manga Aesop monogatari (ja) (まんがイソップ物語)                                                                 | Inspiré des fables d'Ésope. |
| 1983        | Dr. Slump: Arale-chan - Hoyoyo! Sekai issuu dai Race (Dr.スランプ アラレちゃん ほよよ世界一周大レース)           | Troisième film tiré de la série d'animation Dr Slump: Arale-chan, elle-même basée sur le manga Dr Slump d'Akira Toriyama.                                                               |
| 1983        | Uchū senkan Yamato: Kanketsu-hen (ja) (宇宙戦艦ヤマト 完結編)                                                    | 8e production et 4e film de la série Yamato servant de conclusion pour la franchise. |
| 1983        | Patarilo! Stardust Project (パタリロ! スターダスト計画)                                                          | Inspiré par le 5e volume du manga de Mineo Maya. |
| 1984        | Shōnen Kenya (少年ケニヤ)                                                                                        | Inspiré par le récit illustré de Soji Yamakawa. |
| 1984        | Papa Mama Bye-Bye (ja) (パパママバイバイ)                                                                        | Inspiré de l'album illustré homonyme de Katsumoto Saotome, centré sur l'accident d'un avion militaire américain (en) survenu à Yokohama en 1977.                                        |
| 1984        | The♥Kabocha Wine: Nita no aijō monogatari (ja) (The♥かぼちゃワイン ニタの愛情物語)                               | Court métrage tiré de la série d'animation Mes tendres années, elle-même basée sur le manga The Kabocha Wine de Mitsuru Miura.                                                          |
| 1984        | Kinnikuman: Ubawareta Champion Belt (ja) (キン肉マン 奪われたチャンピオンベルト)                                 | Premier film tiré de la série d'animation Muscleman, elle-même basée sur le manga du duo Yudetamago (ja).                                                                               |
| 1984        | Dr. Slump: Arale-chan - Hoyoyo! Nanaba-jō no hihō (Dr.スランプ アラレちゃん ほよよ!ナナバ城の秘宝)               | Quatrième film tiré de la série d'animation Dr Slump: Arale-chan, elle-même basée sur le manga Dr Slump d'Akira Toriyama.                                                               |
| 1984        | Kinnikuman: Ō abare! Seigi chōjin (ja) (キン肉マン 大暴れ!正義超人)                                              | Deuxième film tiré de la série d'animation Muscleman, elle-même basée sur le manga du duo Yudetamago.                                                                                   |
| 1985        | Tongari bōshi no Memole (とんがり帽子のメモル)                                                                   | Version rééditée des épisodes 24 et 25 de la série d'animation. |
| 1985        | Gu-Gu Ganmo (ja) (GU-GUガンモ)                                                                                   | Inspiré par le manga de Fujihiko Hosono. |
| 1985        | Kinnikuman: Seigi chōjin vs. Kodai chōjin (ja) (キン肉マン 正義超人vs古代超人)                                   | Troisième film tiré de la série d'animation Muscleman, elle-même basée sur le manga du duo Yudetamago.                                                                                  |
| 1985        | Dr. Slump: Arale-chan - Hoyoyo! Yume no miyako Mecha Police (Dr．スランプ アラレちゃん ほよよ！夢の都メガポリス) | Cinquième film tiré de la série d'animation Dr Slump: Arale-chan, elle-même basée sur le manga Dr Slump d'Akira Toriyama.                                                               |
| 1985        | Kinnikuman: Gyakushū! Uchū kakure chōjin (ja) (キン肉マン 逆襲!宇宙かくれ超人)                                   | Quatrième film tiré de la série d'animation Muscleman, elle-même basée sur le manga du duo Yudetamago.                                                                                  |
| 1985        | Odin: Photon Sailer Starlight (オーディーン 光子帆船スターライト)                                                | Coproduction avec West Cape Corporation. |
| 1985        | Gegege no Kitarō (ja) (ゲゲゲの鬼太郎)                                                                           | Premier film tiré de la troisième série d'animation Gegege no Kitarō, elle-même basée sur le manga de Shigeru Mizuki.                                                                   |
| 1985        | Kinnikuman: Haresugata! Seigi chōjin (ja) (キン肉マン 晴れ姿!正義超人)                                           | Cinquième film tiré de la série d'animation Muscleman, elle-même basée sur le manga du duo Yudetamago.                                                                                  |
| 1986        | Ken le Survivant, le film (北斗の拳)                                                                             | Inspiré par le manga écrit par Buronson et dessiné par Tetsuo Hara. |
| 1986        | Gegege no Kitarō: Yōkai daisensō (ja) (ゲゲゲの鬼太郎 妖怪大戦争)                                                | Deuxième film tiré de la troisième série d'animation Gegege no Kitarō, elle-même basée sur le manga de Shigeru Mizuki.                                                                  |
| 1986        | Kinnikuman: New York kiki ippatsu! (ja) (キン肉マン ニューヨーク危機一髪!)                                       | Sixième film tiré de la série d'animation Muscleman, elle-même basée sur le manga du duo Yudetamago.                                                                                    |
| 1986        | Gegege no Kitarō: Saikyō yōkai gundan! Nippon jōriku!! (ja) (ゲゲゲの鬼太郎 最強妖怪軍団!日本上陸!!)             | Troisième film tiré de la troisième série d'animation Gegege no Kitarō, elle-même basée sur le manga de Shigeru Mizuki.                                                                 |
| 1986        | Mapple Town Monogatari (ja) (メイプルタウン物語)                                                                 | Court métrage tiré de la série d'animation Les Petits Malins. |
| 1986        | Dragon Ball : La Légende de Shenron (ドラゴンボール 神龍の伝説)                                                  | Premier film tiré du manga Dragon Ball d'Akira Toriyama. |
| 1986        | Kinnikuman: Seigi chōjin vs. Senshi chōjin (ja) (キン肉マン 正義超人vs戦士超人)                                  | Septième film tiré de la série d'animation Muscleman, elle-même basée sur le manga du duo Yudetamago.                                                                                   |
| 1986        | Gegege no Kitarō: Gekitotsu! Ijigen yōkai no daihanran (ja) (ゲゲゲの鬼太郎 激突!!異次元妖怪の大反乱)            | Cinquième film tiré de la troisième série d'animation Gegege no Kitarō, elle-même basée sur le manga de Shigeru Mizuki.                                                                 |
| 1987        | Shin Mapple Town Monogatari: Palm Town-hen (ja) (新メイプルタウン物語 パームタウン編)                            | Court métrage tiré de la série d'animation Les petits malins à Malinplage. |
| 1987        | Kin no tori (黄金の鳥)                                                                                           | Inspiré par le conte allemand de l'Oiseau d'or ; coproduite avec Madhouse. |
| 1987        | Dragon Ball : Le Château du démon (ドラゴンボール 魔神城のねむり姫)                                              | Deuxième film tiré du manga Dragon Ball d'Akira Toriyama. |
| 1987        | Saint Seiya - Éris : La Légende de la pomme d'or (聖闘士星矢 邪神エリス)                                         | Premier film basé sur la série d'animation Les Chevaliers du Zodiaque. |
| 1988        | Lady Lady!! (レディレディ!!)                                                                                     | Inspiré par le manga Lady!! de Yōko Hanabusa. |
| 1988        | Bikkuriman: Daiichiji seima taisen (ja) (ビックリマン 第一次聖魔大戦)                                            | Premier film tiré de la série d'animation Bikkuriman. |
| 1988        | Saint Seiya : La Guerre des dieux (聖闘士星矢 神々の熱き戦い)                                                    | Deuxième film basé sur la série d'animation Les Chevaliers du Zodiaque. |
| 1988        | Bikkuriman: Muen Zone no hihō (ja) (ビックリマン 無縁ゾーンの秘宝)                                               | Deuxième film tiré de la série d'animation Bikkuriman. |
| 1988        | Dragon Ball : L'Aventure mystique (ドラゴンボール 摩訶不思議大冒険)                                              | Troisième film tiré du manga Dragon Ball d'Akira Toriyama. |
| 1988        | Tatakae!! Ramenman (ja) (闘将!!拉麺男)                                                                           | Inspiré par le manga dérivé de Muscleman du duo Yudetamago. |
| 1988        | Saint Seiya : Les Guerriers d'Abel (聖闘士星矢 真紅の少年伝説)                                                   | Troisième film basé sur la série d'animation Les Chevaliers du Zodiaque. |
| 1988        | Sakigake!! Otokojuku (魁!!男塾)                                                                                  | Inspiré par le manga d'Akira Miyashita. |
| 1989        | Himitsu no Akko-chan (ひみつのアッコちゃん)                                                                      | Premier court métrage tiré de la série d'animation, elle-même basée sur le manga de Fujio Akatsuka.                                                                                     |
| 1989        | Saint Seiya - Lucifer : Le Dieu des Enfers (聖闘士星矢 最終聖戦の戦士たち)                                       | Quatrième film basé sur la série d'animation Les Chevaliers du Zodiaque. |
| 1989        | Himitsu no Akko-chan: Umi da! Obake da!! Natsu matsuri (ひみつのアッコちゃん 海だ! おばけだ!! 夏祭り)            | Deuxième court métrage tiré de la série d'animation, elle-même basée sur le manga de Fujio Akatsuka.                                                                                    |
| 1989        | Dragon Ball Z : À la poursuite de Garlic (ドラゴンボールZ オラの悟飯をかえせッ!!)                                | Quatrième film tiré du manga Dragon Ball d'Akira Toriyama. |
| 1989        | Akuma-kun (ja) (悪魔くん)                                                                                        | Inspiré par le manga de Shigeru Mizuki. |

| Années 1990 | Années 1990 | Années 1990 |
| Année       | Titre | Notes |
| ----------- | --- | --- |
| 1990        | Sally la petite sorcière, le film (魔法使いサリー)                                                                                        | Court métrage tiré de la série d'animation. |
| 1990        | Dragon Ball Z : Le Robot des glaces (ドラゴンボールZ この世で一番強いヤツ)                                                                | Cinquième film de l'univers Dragon Ball. |
| 1990        | Akuma-kun: Yōkoso akuma Land e!! (ja) (悪魔くん ようこそ悪魔ランドへ!!)                                                                   | Court métrage tiré de la série d'animation. |
| 1990        | Pink: Water Bandit Rain Bandit (Pink みずドロボウあめドロボウ)                                                                            | Inspiré par le manga d'Akira Toriyama. |
| 1990        | Dragon Ball Z : Le Combat fratricide (ドラゴンボールZ 地球まるごと超決戦)                                                                 | Sixième film de l'univers Dragon Ball. |
| 1990        | Kennosuké (剣之介さま) | Inspiré par le manga d'Akira Toriyama. |
| 1990        | Tenjō Hen: Utsu no miko (ja) (天上編 宇宙皇子)                                                                                            | Insipré par la série de romans Utsu no miko de Keisuke Fujikawa. |
| 1991        | Magical★Tarurūto-kun (ja) (まじかる★タルるートくん)                                                                                       | Premier film tiré du manga de Tatsuya Egawa. |
| 1991        | Dragon Ball Z : La Menace de Namek (ドラゴンボールZ 超サイヤ人だ孫悟空)                                                                   | Septième film de l'univers Dragon Ball. |
| 1991        | Magical★Tarurūto-kun: Moero! Yūjō no mahō taisen (ja) (まじかる★タルるートくん 燃えろ!友情の魔法大戦)                                     | Deuxième film tiré du manga de Tatsuya Egawa. |
| 1991        | Dragon Ball Z : La Revanche de Cooler (ドラゴンボールZ とびっきりの最強対最強)                                                            | Huitième film de l'univers Dragon Ball. |
| 1991        | Dragon Quest : La Quête de Daï (ja) (ドラゴンクエスト ダイの大冒険)                                                                       | Premier film tiré du manga homonyme écrit par Riku Sanjō et dessiné par Kōji Inada, lui-même librement inspiré de la série de jeux vidéo Dragon Quest sous la supervision du créateur de la série Yūji Horii. |
| 1992        | Sangokushi: Daiichibu - Eiyū-tachi no yoake (ja) (三国志 第一部・英雄たちの夜明け)                                                        | Premier film tiré du roman historique chinois Les Trois Royaumes. |
| 1992        | Magical★Tarurūto-kun: Suki suki Takoyaki-tsu! (ja) (まじかる★タルるートくん すき・すき タコ焼きっ!)                                       | Troisième film tiré du manga de Tatsuya Egawa. |
| 1992        | Dragon Ball Z : Cent mille guerriers de métal (ドラゴンボールZ 激突!!100億パワーの戦士たち)                                               | Neuvième film de l'univers Dragon Ball. |
| 1992        | Dragon Quest : La Quête de Daï - Tachiagare!! Aban no shito (ja) (ドラゴンクエスト ダイの大冒険 起ちあがれ!!アバンの使徒)                 | Deuxième film tiré du manga homonyme. |
| 1992        | Kingyo chūihō! (ja) (きんぎょ注意報!) | Court métrage tiré du manga de Neko Nekobe. |
| 1992        | Candy Candy (キャンディ・キャンディ) | Remake du premier film. |
| 1992        | Racaille Blues (ろくでなしBLUES) | Premier film tiré du manga de Masanori Morita. |
| 1992        | Dragon Ball Z : L'Offensive des cyborgs (ドラゴンボールZ 極限バトル!!三大超サイヤ人)                                                      | Dixième film de l'univers Dragon Ball. |
| 1992        | Dragon Quest : La Quête de Daï - Buchi yabure!! Shinsei 6 taishōgun (ja) (ドラゴンクエスト ダイの大冒険 ぶちやぶれ!!新生6大将軍)          | Troisième film tiré du manga homonyme. |
| 1993        | Dragon Ball Z : Broly le super guerrier (ドラゴンボールZ 燃えつきろ!!熱戦・烈戦・超激戦)                                                  | Onzième film de l'univers Dragon Ball. |
| 1993        | Dr. Slump: Arale-chan - Ncha! Penguin-mura wa Hare no chi hare (Dr.スランプ アラレちゃん んちゃ!ペンギン村はハレのち晴れ)                 | Sixième film tiré de la série d'animation Dr Slump: Arale-chan, elle-même basée sur le manga Dr Slump d'Akira Toriyama.                                                                                       |
| 1993        | Sangokushi: Dainibu - Chōkō moyu! (ja) (三国志 第二部・長江燃ゆ!)                                                                         | Deuxième film tiré du roman historique chinois Les Trois Royaumes. |
| 1993        | Dragon Ball Z : Les Mercenaires de l'espace (ドラゴンボールZ 銀河ギリギリ!!ぶっちぎりの凄い奴)                                            | Douzième film de l'univers Dragon Ball. |
| 1993        | Dr Slump: Arale-chan - Ncha! Penguin-mura yori ai o komete (Dr.スランプ アラレちゃん んちゃ!ペンギン村より愛をこめて)                     | Septième film tiré de la série d'animation Dr Slump: Arale-chan, elle-même basée sur le manga Dr Slump d'Akira Toriyama.                                                                                      |
| 1993        | Racaille Blues 1993 (ろくでなしBLUES1993)                                                                                                 | Deuxième film tiré du manga de Masanori Morita. |
| 1993        | Sailor Moon : Les Fleurs maléfiques (劇場版 美少女戦士セーラームーンR)                                                                    | Premier film tiré du manga Sailor Moon de Naoko Takeuchi. |
| 1993        | Make Up! Sailor senshi (ja) (メイクアップ!セーラー戦士)                                                                                   | Court métrage tiré de la série d'animation Sailor Moon R ; projeté avec Sailor Moon : Les Fleurs maléfiques.                                                                                                  |
| 1993        | Tōi Umi kara Kita Coo (遠い海から来たCOO)                                                                                                 | Inspiré par le roman de Tamio Kageyama. |
| 1993        | MOTHER: Saigo no shōjo Eve (MOTHER 最後の少女イヴ)                                                                                        | |
| 1994        | Dragon Ball Z : Rivaux dangereux (ドラゴンボールZ 危険なふたり!超戦士はねむれない)                                                        | Treizième film de l'univers Dragon Ball. |
| 1994        | Dr Slump: Arale-chan - Hoyoyo!! Tasuketa same ni tsure rarete… (Dr.スランプ アラレちゃん ほよよ!!助けたサメに連れられて…)                 | Huitième film tiré de la série d'animation Dr Slump: Arale-chan, elle-même basée sur le manga Dr Slump d'Akira Toriyama.                                                                                      |
| 1994        | Slam Dunk, le film (ja) (スラムダンク) | Inspiré par le manga homonyme de Takehiko Inoue. |
| 1994        | Sangokushi: Kanketsu-hen - Harukanaru daichi (ja) (三国志 完結編・遥かなる大地)                                                           | Troisième film tiré du roman historique chinois Les Trois Royaumes. |
| 1994        | Dragon Ball Z : Attaque Super Warrior ! (ドラゴンボールZ 超戦士撃破!!勝つのはオレだ)                                                      | Quatorzième film de l'univers Dragon Ball. |
| 1994        | Dr. Slump: Arale-chan - Ncha! Wakuwaku Hot no natsuyasumi (Dr.スランプ アラレちゃん んちゃ!!わくわくハートの夏休み)                       | Neuvième film tiré de la série d'animation Dr Slump: Arale-chan, elle-même basée sur le manga Dr Slump d'Akira Toriyama.                                                                                      |
| 1994        | Slam Dunk: Zenkoku seihada! Sakuragi Hanamichi (ja) (スラムダンク 全国制覇だ! 桜木花道)                                                   | Deuxième film tiré du manga de Takehiko Inoue. |
| 1994        | Sailor Moon S, le film (劇場版 美少女戦士セーラームーンS)                                                                                 | Basé sur la troisième saison (Sailor Moon S) de la série d'animation. |
| 1994        | Ghost Sweeper Mikami (ja) | Inspiré par le manga de Takashi Shiina. |
| 1994        | Osawaga! Super Baby (おさわが!スーパーベビー)                                                                                             | Court métrage. |
| 1994        | Aoki densetsu Shoot!, le film (蒼き伝説シュート!)                                                                                         | Court métrage inspiré par le manga de Tsukasa Ōshima. |
| 1995        | Marmalade Boy (ママレード・ボーイ) | Court métrage inspiré par le manga de Wataru Yoshizumi. |
| 1995        | Dragon Ball Z : Fusions (ドラゴンボールZ 復活のフュージョン!!悟空とベジータ)                                                              | Quinzième film de l'univers Dragon Ball. |
| 1995        | Slam Dunk: Shōhoku saidai no kiki! Moero Sakuragi Hanamichi (ja) (スラムダンク 湘北最大の危機! 燃えろ桜木花道)                            | Troisième film tiré du manga de Takehiko Inoue. |
| 1995        | Dragon Ball Z : L'Attaque du dragon (ドラゴンボールZ 龍拳爆発!!悟空がやらねば誰がやる)                                                    | Seizième film de l'univers Dragon Ball. |
| 1995        | Slam Dunk: Hoero Basketman tamashii!! Hanamichi to Rukawa no atsuki natsu (ja) (スラムダンク 吠えろバスケットマン魂!! 花道と流川の熱き夏) | Quatrième film tiré du manga de Takehiko Inoue. |
| 1995        | Sailor Moon Super S, le film (美少女戦士セーラームーンSuperS セーラー9戦士集結!ブラック・ドリーム・ホールの奇跡)                          | Basé sur la quatrième saison (Sailor Moon Super S) de la série d'animation. |
| 1996        | Dragon Ball : L'Armée du Ruban Rouge (ドラゴンボール 最強への道)                                                                          | Dix-septième film de l'univers Dragon Ball. |
| 1996        | Gokinjo monogatari (ご近所物語) | Inspiré par le manga d'Ai Yazawa. |
| 1996        | Jigoku Sensei Nūbē (地獄先生ぬ〜べ〜) | Inspiré par le manga écrit par Makura Shō et dessiné par Takeshi Okano. |
| 1996        | Gegege no Kitarō: Daikaijū (ja) (ゲゲゲの鬼太郎 大海獣)                                                                                   | Premier film tiré de la quatrième série d'animation Gegege no Kitarō, elle-même basée sur le manga de Shigeru Mizuki.                                                                                         |
| 1996        | Kindaichi shōnen no jikenbo (ja) (金田一少年の事件簿)                                                                                     | Inspiré par le manga Les Enquêtes de Kindaichi écrit par Tadashi Agi et Yōzaburō Kanari et dessiné par Fumiya Satō.                                                                                           |
| 1997        | Hana yori dango, le film (花より男子) | Inspiré par le manga de Yōkō Kamio. |
| 1997        | Jigoku Sensei Nūbē: Gozen 0-ji nūbē shisu! (地獄先生ぬ〜べ〜 午前0時ぬ〜べ〜死す!)                                                        | Deuxième film tiré du manga écrit par Makura Shō et dessiné par Takeshi Okano. |
| 1997        | Gegege no Kitarō: Obake Night (ja) (ゲゲゲの鬼太郎 おばけナイター)                                                                        | Deuxième film tiré de la quatrième série d'animation Gegege no Kitarō, elle-même basée sur le manga de Shigeru Mizuki.                                                                                        |
| 1997        | Tamagotchi: Honto no hanashi (ja) (たまごっちホントのはなし)                                                                              | Inspiré par la franchise Tamagotchi de Bandai. |
| 1997        | Jigoku Sensei Nūbē: Kyōfu no natsuyasumi!! Ayashi no umi no densetsu! (地獄先生ぬ〜べ〜 恐怖の夏休み!! 妖しの海の伝説!)                   | Troisième film tiré du manga écrit par Makura Shō et dessiné par Takeshi Okano. |
| 1997        | Gegege no Kitarō: Yōkai tokkyū! Maboroshi no kisha (ja) (ゲゲゲの鬼太郎 妖怪特急! まぼろしの汽車)                                         | Troisième film tiré de la quatrième série d'animation Gegege no Kitarō, elle-même basée sur le manga de Shigeru Mizuki.                                                                                       |
| 1997        | Cutey Honey Flash (キューティーハニーF)                                                                                                   | Tiré de la troisième série de la franchise Cutey Honey créée par Gō Nagai ; production pour les 20 ans du magazine Ciao.                                                                                      |
| 1998        | Galaxy Express 999: Eternal Fantasy (銀河鉄道999・エターナルファンタジー)                                                                 | Inspiré par le second cycle du manga (Galaxy Express 999: Eternal-hen (銀河鉄道999 エターナル編)) de Leiji Matsumoto.                                                                                         |
| 1998        | Rennyo monogatari (蓮如物語) | Inspiré par le roman historique de Hiroyuki Itsuki, dépeignant la vie de Rennyo. |
| 1999        | Yu-Gi-Oh!, le film (遊☆戯☆王) | Inspiré par le manga de Kazuki Takahashi ; production pour le 40e anniversaire de TV Asahi. |
| 1999        | Dr. Slump: Arale no bikkuri Burn (ドクタースランプ・アラレのびっくりバーン)                                                               | Dixième film tiré de la série d'animation Dr Slump: Arale-chan, elle-même basée sur le manga Dr Slump d'Akira Toriyama.                                                                                       |
| 1999        | Digimon Adventure (デジモンアドベンチャー)                                                                                                | Pilote de la série d'animation homonyme. |
| 1999        | Kindaichi shōnen no jikenbo 2: Satsuriku no Deep Blue (金田一少年の事件簿2 殺戮のディープブルー)                                          | Deuxième film inspiré par le manga Les Enquêtes de Kindaichi écrit par Tadashi Agi et Yōzaburō Kanari et dessiné par Fumiya Satō.                                                                             |

| Années 2000 | Années 2000 | Années 2000 |
| Année       | Titre | Notes |
| ----------- | --- | --- |
| 2000        | One Piece, le film (ワンピース) | Premier film de la franchise One Piece. |
| 2000        | Digimon Adventure: Bokura no War Game! (デジモンアドベンチャー ぼくらのウォーゲーム!) | Suite de la série d'animation Digimon Adventure de 1999 ; deuxième film de la franchise Digimon. |
| 2000        | Digimon Adventure 02: Zenpen - Digimon Hurricane jōriku!! / Kōhen - Chōzetsu shinka!! Ōgon no Digimental (デジモンアドベンチャー02 前編・デジモンハリケーン上陸!!／後編・超絶進化!!黄金のデジメンタル) | Dans la continuité de Digimon Adventure: Bokura no War Game! ; production pour le 50e anniversaire de Bandai. |
| 2000        | Ojamajo Doremi # (おジャ魔女どれみ♯) | Premier film tiré de la série d'animation Ojamajo Doremi. |
| 2001        | One Piece : L'Aventure de l'île de l'horloge (ONE PIECE ねじまき島の冒険) | Deuxième film de la franchise One Piece. |
| 2001        | Digimon Adventure 02: Diablomon no gyakushū (デジモンアドベンチャー02 ディアボロモンの逆襲) | Suite de Digimon Adventure 02. |
| 2001        | Mo~tto! Ojamajo Doremi: Kaeru seki no himitsu (も〜っと! おジャ魔女どれみ カエル石のひみつ) | Deuxième film tiré de la série d'animation Ojamajo Doremi. |
| 2001        | Digimon Tamers: Bōkensha-tachi no tatakai (デジモンテイマーズ 冒険者たちの戦い) | Cinquième film de la franchise Digimon. |
| 2001        | Kinnikuman II-sei (ja) (キン肉マンII世) | Premier film tiré de la série d'animation, elle-même adaptant le manga du duo Yudetamago (ja). |
| 2002        | One Piece : Le Royaume de Chopper, l'île des bêtes étranges (ONE PIECE 珍獣島のチョッパー王国) | Troisième film de la franchise One Piece. |
| 2002        | Digimon Tamers: Bōsō no Digimon tokkyū (デジモンテイマーズ 暴走デジモン特急) | Sixième film de la franchise Digimon. |
| 2002        | Digimon Frontier: Onisumon fukkatsu!! (デジモンフロンティア 古代デジモン復活!!) | Septième film de la franchise Digimon. |
| 2002        | Kinnikuman II-sei: Muscle-ninjin sōdatsu! Chōjin daisensō (ja) (キン肉マンII世) | Deuxième film tiré de la série d'animation, elle-même adaptant le manga du duo Yudetamago. |
| 2003        | One Piece : L’Aventure sans issue (ONE PIECE デッドエンドの冒険) | Quatrième film de la franchise One Piece. |
| 2003        | Interstella 5555: The 5tory of the 5ecret 5tar 5ystem (インターステラ5555: THE 5TORY OF THE 5ECRET 5TAR 5YSTEM)                                                                                        | Production franco-japonaise mettant en avant l'album Discovery de Daft Punk. |
| 2004        | One Piece : La Malédiction de l'épée sacrée (ONE PIECE 呪われた聖剣) | Cinquième film de la franchise One Piece. |
| 2004        | Saint Seiya: Tenkai-hen josō - Overture (聖闘士星矢 天界編 序奏〜overture〜) | Cinquième film basé sur la série d'animation Les Chevaliers du Zodiaque. |
| 2004        | Konjiki no Gash Bell!!: 101-Banme no mamono (金色のガッシュベル!! 101番目の魔物) | Basée sur le manga Konjiki no Gash!! de Makoto Raiku. |
| 2005        | Air, le film (劇場版 AIR) | Réinterprétation de l'histoire originale du visual novel de Key. |
| 2005        | One Piece : Le Baron Omatsuri et l'Île secrète (ONE PIECE オマツリ男爵と秘密の島) | Sixième film de la franchise One Piece. |
| 2005        | Futari wa Pretty Cure Max Heart (ja) (ふたりはプリキュア Max Heart) | Premier film tiré de Futari wa Pretty Cure Max Heart ; premier film de la franchise Pretty Cure. |
| 2005        | Konjiki no Gash Bell!!: Mechavulcan no raishū (金色のガッシュベル!! メカバルカンの来襲) | Basée sur le manga Konjiki no Gash!! de Makoto Raiku. |
| 2005        | Futari wa Pretty Cure Max Heart 2: Yukizora no tomodachi (ja) (ふたりはプリキュア Max Heart 2 雪空のともだち)                                                                                          | Deuxième film tiré de Futari wa Pretty Cure Max Heart ; deuxième film de la franchise Pretty Cure. |
| 2006        | Saikano: The Last Love Song on This Little Planet. (最終兵器彼女) | Production des effets visuels pour Toei. |
| 2006        | One Piece : Le Mecha géant du château Karakuri (ONE PIECE カラクリ城のメカ巨兵) | Septième film de la franchise One Piece. |
| 2006        | Futari wa Pretty Cure Splash Star: Tick Tack kiki ippatsu! (ja) (ふたりはプリキュア Splash Star チクタク危機一髪!)                                                                                     | Long métrage tiré de Pretty Cure Splash Star ; troisième film de la franchise Pretty Cure. |
| 2006        | Digimon Savers The Movie: Kyūkyoku Power! Burst Mode hatsudō!! (デジモンセイバーズ THE MOVIE 究極パワー! バーストモード発動!!)                                                                         | Huitième film de la franchise Digimon. |
| 2007        | One Piece épisode d'Alabasta : Les Pirates et la princesse du désert (ONE PIECE エピソードオブアラバスタ 砂漠の王女と海賊たち)                                                                         | Huitième film de la franchise One Piece. |
| 2007        | Dr. Mashirito and Abale-chan (Dr.マシリト アバレちゃん) | Court-métrage dérivé de Dr Slump. |
| 2007        | Clannad (劇場版 CLANNAD) | Réinterprétation de l'histoire originale du visual novel de Key. |
| 2007        | Yes! PreCure 5: Kagami no kuni no Miracle daibōken! (ja) (Yes!プリキュア5 鏡の国のミラクル大冒険!) | Long métrage tiré de Yes! PreCure 5 ; quatrième film de la franchise Pretty Cure. |
| 2008        | One Piece épisode de Chopper : Le Miracle des cerisiers en hiver (ONE PIECE エピソードオブチョッパー+ 冬に咲く、奇跡の桜)                                                                              | Neuvième film de la franchise One Piece. |
| 2008        | Yes! PreCure 5 GoGo!: Okashi no kuni no Happy Birthday♪ (ja) (Yes!プリキュア5GoGo! お菓子の国のハッピーバースディ♪)                                                                                    | Long métrage tiré de Yes! PreCure 5 GoGo! ; cinquième film de la franchise Pretty Cure. |
| 2008        | Gegege no Kitarō: Nippon Bakuretsu!! (ja) (ゲゲゲの鬼太郎 日本爆裂!!) | Long métrage tiré de la cinquième série d'animation Gegege no Kitarō, elle-même basée sur le manga de Shigeru Mizuki. |
| 2009        | PreCure All-Stars DX: Minna tomodachi☆Kiseki no zen'in daishūgō! (ja) (プリキュアオールスターズDX みんなともだちっ☆奇跡の全員大集合!)                                                                  | Premier film des PreCure All-Stars, réunissant les personnages principaux de Futari wa Pretty Cure Max Heart, Pretty Cure Splash Star, Yes! Precure 5 GoGo! et Fresh Pretty Cure! ; sixième film de la franchise Pretty Cure.      |
| 2009        | Kikansha Yaemon (ja) (とびだす!3D東映アニメまつり) | Adaptation en 3DCG du livre pour enfants Kikansha Yaemon (ja) écrit par Hiroyuki Agawa, illustré par Fuyuhiko Okabe et édité par Iwanami Shoten ; projeté lors du Tobidasu! 3D Tōei Anime Matsuri (とびだす！3D 東映アニメまつり). |
| 2009        | Digimon Savers 3D: Digital World kiki ippatsu! (デジモンセイバーズ3D デジタルワールド危機イッパツ!) | Court métrage en 3DCG tiré de la série d'animation Digimon Savers ; projeté lors du Tobidasu! 3D Tōei Anime Matsuri (とびだす！3D 東映アニメまつり).                                                                               |
| 2009        | Digimon Adventure 3D Digimon Grand Prix (デジモンアドベンチャー3D デジモングランプリ) | Court métrage en 3DCG tiré de la série d'animation Digimon Adventure ; projeté lors du Tobidasu! 3D Tōei Anime Matsuri (とびだす！3D 東映アニメまつり).                                                                            |
| 2009        | Gegege no kitarō: Onitarō no yūrei densha 3D (ゲゲゲの鬼太郎 鬼太郎の幽霊電車3D) | Court métrage en 3DCG tiré de la quatrième série d'animation Gegege no Kitarō, elle-même basée sur le manga de Shigeru Mizuki ; projeté lors du Tobidasu! 3D Tōei Anime Matsuri (とびだす！3D 東映アニメまつり).                   |
| 2009        | Fresh Pretty Cure!: Omocha no kuni wa himitsu ga ippai!? (ja) (フレッシュプリキュア! おもちゃの国は秘密がいっぱい!?)                                                                                   | Long métrage tiré de Fresh Pretty Cure! ; septième film de la franchise Pretty Cure. |
| 2009        | One Piece: Strong World (ワンピース フィルム ストロングワールド) | Dixième film de la franchise One Piece. |

| Années 2010 | Années 2010 | Années 2010 |
| Année       | Titre | Notes |
| ----------- | --- | --- |
| 2010        | PreCure All-Stars DX2: Kibō no hikari☆Reinbōjueru o mamore! (ja) (プリキュアオールスターズDX2 希望の光☆レインボージュエルを守れ!)                                                    | Huitième film de la franchise Pretty Cure et deuxième film des PreCure All-Stars, réunissant les personnages principaux des précédentes séries avec l'ajout de ceux introduits dans HeartCatch PreCure!. |
| 2010        | Thriller Restaurant The Movie (ja) (劇場版怪談レストラン) | Production de la partie animation ; basée sur la série de livres d'histoires japonais pour enfants qui prennent la forme d'anthologies d'horreur, éditées par Miyoko Matsutani. |
| 2010        | HeartCatch Pretty Cure! Le film : Mission défilé à Paris (ハートキャッチプリキュア! 花の都でファッションショー…ですか!?, Heartcatch Precure! Hana no To de Fashion Show...Desu ka!?) | Long métrage tiré de HeartCatch PreCure! ; neuvième film de la franchise Pretty Cure. |
| 2011        | PreCure All-Stars DX3: Mirai ni todoke! Sekai o tsunagu☆Nijiiro no hana (ja) (プリキュアオールスターズDX3 未来にとどけ! 世界をつなぐ☆虹色の花)                                       | Dixième film de la franchise Pretty Cure et troisième film des PreCure All-Stars, réunissant les personnages principaux des précédentes séries avec l'ajout de ceux introduits dans Suite PreCure♪. |
| 2011        | Toriko 3D: Kaimaku! Gourmet Adventure!! (ja) (トリコ 3D 開幕!グルメアドベンチャー!!)                                                                                                 | Premier film tiré du manga de Mitsutoshi Shimabukuro ; projeté lors du Jump Heroes Film. |
| 2011        | One Piece 3D : À la poursuite du chapeau de paille (ONE PIECE 3D 麦わらチェイス) | Onzième film de la franchise One Piece ; projeté lors du Jump Heroes Film. |
| 2011        | Bouddha : Le grand départ (手塚治虫のブッダ -赤い砂漠よ!美しく-) | Premier film tiré du manga d'Osamu Tezuka. |
| 2011        | Suite PreCure♪: Torimodose! Kokoro ga tsunagu kiseki no Melody♪ (ja) (スイートプリキュア♪ とりもどせ! 心がつなぐ奇跡のメロディ♪)                                                     | Long métrage tiré de Suite PreCure♪ ; onzième film de la franchise Pretty Cure. |
| 2012        | PreCure All-Stars NewStage: Mirai no tomodachi (ja) (プリキュアオールスターズNewStage みらいのともだち)                                                                              | Quatrième film des PreCure All-Stars, réunissant les personnages principaux des précédentes séries avec l'ajout de ceux introduits dans Smile PreCure! ; douzième film de la franchise Pretty Cure. |
| 2012        | Nijiiro hotaru: Eien no natsuyasumi (ja) (虹色ほたる 〜永遠の夏休み〜) | Inspiré par le roman homonyme de Masayuki Kawaguchi. |
| 2012        | Ashura (ja) (アシュラ) | Inspiré par le manga de George Akiyama. |
| 2012        | Smile PreCure!: Ehon no naka wa minna chiguhagu! (ja) (スマイルプリキュア! 絵本の中はみんなチグハグ!)                                                                                | Long métrage tiré de Smile PreCure! ; treizième film de la franchise Pretty Cure. |
| 2012        | One Piece : Z (ワンピース フィルム ゼット) | Douzième film de la franchise One Piece. |
| 2013        | PreCure All-Stars NewStage 2: Kokoro no tomodachi (ja) (プリキュアオールスターズNewStage2 こころのともだち)                                                                          | Quatorzième film de la franchise Pretty Cure et cinquième film des PreCure All-Stars, réunissant les personnages principaux des précédentes séries avec l'ajout de ceux introduits dans Dokidoki! PreCure. |
| 2013        | Dragon Ball Z: Battle of Gods (ドラゴンボールZ 神と神) | Dix-huitième film de l'univers Dragon Ball. |
| 2013        | Toriko: Bishoku-shin no Special Menu (ja) (トリコ 美食神の超食宝) | Second film tiré du manga de Mitsutoshi Shimabukuro. |
| 2013        | Albator, corsaire de l'espace (キャプテンハーロック -SPACE PIRATE CAPTAIN HARLOCK-)                                                                                                  | Reboot en CG d'Albator, le corsaire de l'espace ; coproduite avec Marza Animation Planet. |
| 2013        | Dokidoki! PreCure: Mana kekkon!!? Mirai ni tsunagu kibō no Dress (ja) (ドキドキ!プリキュア マナ結婚!!?未来につなぐ希望のドレス)                                                      | Long métrage tiré de Dokidoki! PreCure ; quinzième film de la franchise Pretty Cure. |
| 2014        | Bouddha 2 : Un voyage sans fin (手塚治虫のブッダ -終わりなき旅-) | Deuxième film tiré du manga d'Osamu Tezuka. |
| 2014        | PreCure All-Stars NewStage 3: Eien no tomodachi (ja) (プリキュアオールスターズNewStage3 永遠のともだち)                                                                              | Seizième film de la franchise Pretty Cure et sixième film des PreCure All-Stars, réunissant les personnages principaux des précédentes séries avec l'ajout de ceux introduits dans HappinessCharge PreCure!. |
| 2014        | Les Chevaliers du Zodiaque : La Légende du Sanctuaire (聖闘士星矢 Legend of Sanctuary)                                                                                               | Cinquième film basé sur la série d'animation Les Chevaliers du Zodiaque. |
| 2014        | HappinessCharge PreCure!: Ningyō no kuni no Ballerina (ja) (ハピネスチャージプリキュア! 人形の国のバレリーナ)                                                                        | Long métrage tiré de HappinessCharge PreCure! ; dix-septième film de la franchise Pretty Cure. |
| 2014        | Expelled from Paradise (楽園追放 -Expelled from Paradise-) | Production originale de la société et de nitro+ confiée au studio Graphinica. |
| 2015        | PreCure All-Stars: Haru no Carnival♪ (ja) (プリキュアオールスターズ 春のカーニバル♪)                                                                                                 | Dix-huitième film de la franchise Pretty Cure et septième film des PreCure All-Stars, réunissant les personnages principaux des précédentes séries avec l'ajout de ceux introduits dans Go! Princess PreCure. |
| 2015        | Dragon Ball Z : La Résurrection de ‘F’ (ドラゴンボールZ 復活の「F」) | Dix-neuvième film de l'univers Dragon Ball. |
| 2015        | Go! Princess PreCure: Go! Go!! Gōka san-bondate!!! (ja) (Go!プリンセスプリキュア Go!Go!!豪華3本立て!!!)                                                                              | Long métrage tiré de Go! Princess PreCure ; dix-neuvième film de la franchise Pretty Cure. |
| 2015        | Digimon Adventure tri.: Réunion (デジモンアドベンチャー tri. 第1章「再会」) | Première compilation des OAV servant de suite directe de Digimon Adventure et Digimon Adventure 02. |
| 2016        | Digimon Adventure tri.: Détermination (デジモンアドベンチャー tri. 第2章「決意」) | Deuxième compilation des OAV servant de suite directe de Digimon Adventure et Digimon Adventure 02. |
| 2016        | PreCure All-Stars: Minna de utau ♪ Kiseki no mahō! (ja) (プリキュアオールスターズ みんなで歌う♪奇跡の魔法!)                                                                          | Vingtième film de la franchise Pretty Cure et huitième film des PreCure All-Stars, réunissant les personnages principaux des précédentes séries avec l'ajout de ceux introduits dans Maho Girls PreCure!. |
| 2016        | One Piece: Gold (ワンピース フィルム ゴールド) | Treizième film de la franchise One Piece. |
| 2016        | Digimon Adventure tri.: Confession (デジモンアドベンチャー tri. 第3章「告白」) | Troisième compilation des OAV servant de suite directe de Digimon Adventure et Digimon Adventure 02. |
| 2016        | Maho Girls PreCure!: Kiseki no henshin! Cure Mofurun! (ja) (魔法つかいプリキュア! 奇跡の変身!キュアモフルン!)                                                                        | Long métrage tiré de Maho Girls PreCure! ; vingt-et-unième film de la franchise Pretty Cure. |
| 2016        | Pop in Q (ポッピンQ) | Projet original pour le 60e anniversaire de Toei Animation. |
| 2017        | Digimon Adventure tri.: Perte (デジモンアドベンチャー tri. 第4章「喪失」) | Quatrième compilation des OAV servant de suite directe de Digimon Adventure et Digimon Adventure 02. |
| 2017        | PreCure Dream Stars! (ja) (プリキュアドリームスターズ!) | Vingt-deuxième film de la franchise Pretty Cure et neuvième film crossover de la franchise PreCure, réunissant les personnages principaux de Go! Princess PreCure, Maho Girls PreCure! et Kirakira☆PreCure a la Mode. |
| 2017        | Digimon Adventure tri.: Symbiose (デジモンアドベンチャー tri. 第5章「共生」) | Cinquième compilation des OAV servant de suite directe de Digimon Adventure et Digimon Adventure 02. |
| 2017        | Kirakira☆PreCure a la Mode: Paritto! Omoide no Mille-feuille! (キラキラ☆プリキュアアラモード パリッと!想い出のミルフィーユ!)                                                         | Long métrage tiré de Kirakira☆PreCure a la Mode ; vingt-troisième film de la franchise Pretty Cure. |
| 2018        | Mazinger Z Infinity (マジンガーZ / INFINITY) | Suite des séries d'animation Mazinger Z et Great Mazinger ; production pour le 45e anniversaire de la franchise Mazinger. |
| 2018        | PreCure Super Stars! (ja) (プリキュアスーパースターズ!) | Vingt-quatrième film de la franchise Pretty Cure et dixième film crossover de la franchise PreCure, réunissant les personnages principaux de Maho Girls PreCure!, Kirakira☆PreCure a la Mode et HUGtto! PreCure. |
| 2018        | Digimon Adventure tri.: Notre avenir (デジモンアドベンチャー tri. 第6章「ぼくらの未来」)                                                                                             | Long métrage concluant la série d'OAV servant de suite directe de Digimon Adventure et Digimon Adventure 02. |
| 2018        | HUGtto! PreCure♡Futari wa Precure: All Stars Memories (キラキラ☆プリキュアアラモード パリッと!想い出のミルフィーユ!)                                                                 | Vingt-cinquième film de la franchise Pretty Cure et onzième film crossover rassemblant tous les personnages principaux de la franchise PreCure, allant Futari wa Pretty Cure à HUGtto! PreCure. Inscrit dans le Livre Guinness des records pour « le plus grand nombre de guerrières magiques dans un film d'animation japonaise » (en anglais : Most Magical Warriors in an Anime Film). |
| 2018        | Dragon Ball Super: Broly (ドラゴンボール超 ブロリー) | Vingtième film de l'univers Dragon Ball. |
| 2019        | PreCure Miracle Universe (ja) (プリキュアミラクルユニバース) | Vingt-sixième film de la franchise Pretty Cure et douzième film crossover, réunissant les personnages principaux de Kirakira☆PreCure a la Mode, HUGtto! PreCure et Star☆Twinkle PreCure. |
| 2019        | Oshiri tantei: Curry naru jiken (ja) (おしりたんてい カレーなる じけん) | Court métrage tiré de la série d'animation Oshiri tantei, elle-même basée sur la série d'histoires pour enfants Détective Popotin de Troll ; projeté lors de la Toei Manga Matsuri. |
| 2019        | Bakutsuri Bar Hunter: Nazo no Barcode Triangle! Bakutsure shinkaigyo Poseidon (ja) (爆釣バーハンター 謎のバーコードトライアングル！爆釣れ！神海魚ポセイドン)                         | Court métrage tiré de la série d'animation Bakutsuri Bar Hunter ; projeté lors de la Toei Manga Matsuri. |
| 2019        | Uchi no 3 shimai (ja) (えいが うちの3姉妹) | Court métrage tiré de la série d'animation, basée sur le manga de Pretz Matsumoto ; projeté lors de la Toei Manga Matsuri. |
| 2019        | Recycle Zoo (ja) (りさいくるずー) | Court métrage en animation en volume avec du carton ondulé ; projeté lors de la Toei Manga Matsuri. |
| 2019        | One Piece: Stampede (ワンピース スタンピード) | Quatorzième film de la franchise One Piece ; production pour le 20e anniversaire de la diffusion de l'anime. |
| 2019        | Star☆Twinkle PreCure: Hoshi no uta ni omoi o komete (ja) (スター☆トゥインクルプリキュア 星のうたに想いをこめて)                                                                      | Long métrage tiré de Star☆Twinkle PreCure ; vingt-septième film de la franchise Pretty Cure. |

| Années 2020 | Années 2020 | Années 2020 |
| Année       | Titre | Notes |
| ----------- | --- | --- |
| 2020        | Digimon Adventure: Last Evolution Kizuna (デジモンアドベンチャー LAST EVOLUTION 絆)                                                       | Suite de Digimon Adventure tri. ; production pour le 20e anniversaire de la série d'animation Digimon Adventure confiée à Yumeta Company.                                                |
| 2020        | Jintai no Survival! (ja) (人体のサバイバル!)                                                                                              | Inspiré par le 17e tome de la série de manhwa d'apprentissage Survival (RR : Sal-anamgi) ; coproduit avec Gallop.                                                                        |
| 2020        | Oshiri tantei: Tentōmushi iseki no nazo (ja) (おしりたんてい テントウムシいせきの なぞ)                                                   | Court métrage tiré de la série d'animation Oshiri tantei, elle-même basée sur la série d'histoires pour enfants Détective Popotin de Troll ; projeté lors de la Toei Manga Matsuri.      |
| 2020        | Fushigi dagashiya: Zenitendō - Tsuri taiyaki (ja) (ふしぎ駄菓子屋 銭天堂 つりたい焼き)                                                    | Inspiré par la série de romans pour enfants écrite par Reiko Hiroshima ; projeté lors de la Toei Manga Matsuri.                                                                          |
| 2020        | Recycle Zoo: Mamore! Mokuyōbi wa shigen gomi no hi (ja) (りさいくるずー まもれ!もくようびは資源ごみの日)                                  | Deuxième court métrage en animation en volume avec du carton ondulé ; projeté lors de la Toei Manga Matsuri.                                                                             |
| 2020        | PreCure Miracle Leap: Minna to no fushigina ichinichi (ja) (プリキュアミラクルリープ みんなとの不思議な1日)                               | Vingt-huitième film de la franchise Pretty Cure et treizième film crossover, réunissant les personnages principaux de HUGtto! PreCure, Star☆Twinkle PreCure et Healin' Good Pretty Cure. |
| 2020        | Majo minarai o sagashite (魔女見習いをさがして)                                                                                           | Production pour le 20e anniversaire de Ojamajo Doremi. |
| 2021        | Sailor Moon Eternal (美少女戦士セーラームーンEternal)                                                                                     | Quatrième film de l'univers Sailor Moon, servant de suite de la série Sailor Moon Crystal.                                                                                               |
| 2021        | Healin' Good♡Precure: Yume no machi de kyun! Tto GoGo! Daihenshin!! (ja) (ヒーリングっど♥プリキュア ゆめのまちでキュン!っとGoGo!大変身!!) | Long métrage tiré de Healin' Good♡PreCure, avec une apparition des personnages principaux de Yes! PreCure 5 ; vingt-neuvième film de la franchise Pretty Cure.                           |
| 2021        | Tokyo 7th Sisters (ja) (Tokyo 7th シスターズ)                                                                                             | Inspiré par le jeu mobile homonyme. |

### OAV
Cette liste n'est pas exhaustive.
- Ashita no kakera (1? OAV) (1986)
- Okubyo na Venus (1 OAV) (1986)
- Transformers - OAV (1? OAV) (1986)
- Shonan Bakusozoku (12? OAV) (1986-1995?)
- Hana no Asuka Gumi! (2 OAV) (1987-1990)
- Puttsun Make LOVE (1 OAV) (1987-1988)
- Shōri Tōshu (1 OAV) (1987)
- Xanadu Dragonslayer Densetsu (1 OAV) (1987)
- Madonna (2 OAV) (1988-1989)
- Tōyama Sakura Uchū Chō - Yatsu no Na wa Gold (1 OAV) (1988)
- Crying Freeman (6 OAV) (1988-1994)
- Goku midnight eye (2? OAV) (1988)
- Yankee Reppu Tai (6 OAV) (1989-1996)
- Be-Bop High School (6 OAV) (1989-1995)
- Kimama ni Idol (1 OAV) (1989)
- Transformers: Zone (1 OAV) (1990)
- Video ehon : hanaichimonme (6 OAV) (1990)
- Taiheiyō ni Kakeru Niji (1 OAV) (1990)
- Shika to Kanta (1 OAV) (1990)
- Be-Bop High School (6 OAV) (1990-1995)
- Vampire Wars (1 OAV) (1990)
- Psychic Wars (1 OAV) (1991)
- Be-Bop High School Bootleg (7 OAV?) (1991-?)
- 3x3 Eyes (4 OAV) (1991-1992)
- Tenjō Hen - Uchū ōji (13 OAV?) (1991-?)
- Kamen Rider SD (4 OAV) (1992)
- Dragon Ball Z - OAV (2 OAV) (1993)
- Shinken Densetsu Tight road (13 OAV?) (1994-?)
- Go! Go! Ackman (? OAV) (1994-?)
- Ningen kakumei (12? OAV) (1994-2000?)
- Mametsu no shūshi (1 OAV?) (1995)
- 3x3 Eyes Seima Densetsu (3 OAV) (1995-1996)
- Fure ai dōyō mongatari (1 OAV) (1995)
- Futari no ōji-sama (1 OAV) (1996)
- Angel Densetsu (1 OAV) (1996)
- Arakure Night (2 OAV?) (1997-1998?)
- Jigoku Sensei Nube - OAV (3 OAV) (1998-1999)
- Gakkō ga Kowai! Inuki Kanako Zekkyō Collection (1 OAV) (1999)
- Sango to umi no ōji (? OAV) (2000-?)
- Denshin Mamotte Shugogetten (8 OAV) (2001)
- Daisōgen to hakuba (? OAV) (2000-?)
- Liste des épisodes de Saint Seiya#Arc Le Sanctuaire, première partie (13 OAV) (2002)
- Ojamajo Doremi Na-i-sho (13 OAV) (2004)
- Saint Seiya : Arc Inferno (18 OAV) (2005-2006)
- Saint Seiya : Arc Elysion (6 OAV) (2008)

## Personnalités ayant travaillé au studio
Les filmographies indiquées ne concernent que les réalisations effectuées pour Toei Animation et ne sont pas exhaustives
- Taiji Yabushita, réalisateur, (Le Serpent Blanc, Shounen Sarutobi Sasuke, Saiyuki, Anju to Zushiomaru, Sinbad No Boken, Ookami shounen ken, Shounen Jack to Mahotsukai, Hyokkori Hyotan-jima)[30]
- Yugo Serikawa, réalisateur (Wankapu ouji no orochi taiji, Ookami shounen ken, Panda no Daiboken, Chibikko Remi to Meiken Kapi, Majokko Megu-chan, Makko, Calimero, Cyborg 009 kaishu senso, Science Fiction Saiyuki Starzinger)[31]
- Hiroshi Ikeda, réalisateur (Ookami shounen ken, Hustle Punch, Doubutsu Takarajima, Sora Tobu Yureisen)[32]
- Isao Takahata, réalisateur (Ookami shounen ken, Horus le Prince du Soleil, Mooretsu Atarou)[33]
- Shun'ichi Yukimuro, scénariste (Akane-chan, Sarutobi Ecchan, Getter Robo, Candy, Mes tendres années)[34]
- Hayao Miyazaki, réalisateur (Garibā no uchū ryokō, Wan wan chushingura, Ōkami shōnen Ken, Tetsuwan Atomu)[35]
- Kimio Yabuki, réalisateur(Ookami shounen ken, Le Chat Botté, Ikkyu-san, Mes tendres années, Mori wa Ikiteiru)[36]
- Masayuki Akihi, Réalisateur (Ookami shounen ken, Nolan, Devilman, Kotetsu Zieg, Goldorak)[37]
- Tomoharu Katsumata, réalisateur (Nagagutsu Sanjyushi, Andersen Douwa-Ningyo Hime, Devilman, Cherry Miel, Daikyu Maryû Gaiking, Capitaine Flam, King Arthur, Wingman, Ginga Nagareboshi Gin)[38]
- Hiroshi Shidara, réalisateur (Alibaba to Yonjubiki no Tozuku, Le Tour du monde de Lydie, Sandy Jonquille, Vas-y Julie, Gwendoline, Maple Town Stories, Hello! Lady Lynn)[39]
- Nobutaka Nishizawa, réalisateur (Galaxy Express 999, Princesse Millenium, Patalliro!, Sakigake!! Otoko Juku, Slam Dunk, Fly, Legendary Gambler Tetsuya)[40]
- Shigeyasu Yamauchi, réalisateur (Docteur slump, plusieurs films Dragon ball Z, Xenosaga, Hana Yori Dango)[41]
- Daisuke Nishio, réalisateur (Les séries Dragon Ball, Air master…)[42].
- Junichi Sato, réalisateur (Akumu-kun, plusieurs Sailor moon, Le royaume des couleurs)[43]
- Kônosuke Uda, réalisateur (One Piece, Lovely Complex…)[44]
- Yukio Kaizawa, réalisateur (Binbou Shimai Monogatari, quelques saisons de Digimon, Gegege no Kitaro 2007, Hanitarou Desu)[45]
- Takuya Igarashi, réalisateur (Sailor moon Sailor Stars, toutes les séries Ojamajo Doremi)[46]